# Episodi di Pocket Monsters Best Wishes!
La serie Pokémon Nero e Bianco (ポケットモンスターベストウイッシュ?, Pocket Monsters Best Wishes!, Pokémon: Black & White) viene trasmessa in Giappone a partire dal 23 settembre 2010, è basata sui videogiochi della quinta generazione Pokémon Nero e Bianco ed è ambientata nella regione di Unima..

Logo italiano della prima serie

In Giappone la serie è suddivisa in due stagioni: Pocket Monsters Best Wishes! e Pocket Monsters Best Wishes! Season 2. Quest'ultima stagione comprende a sua volta due archi narrativi: Pocket Monsters: Best Wishes! Season 2: Episode N e Pocket Monsters: Best Wishes! Season 2: Decolora Adventure!.
In Occidente la serie è divisa in tre stagioni: Pokémon Nero e Bianco, Pokémon Nero e Bianco: Destini Rivali e Pokémon Nero e Bianco: Avventure a Unima e altrove.

## Pocket Monsters Best Wishes!

### Pokémon NeroeBianco
Negli Stati Uniti d'America la quattordicesima stagione è stata trasmessa da Cartoon Network dal 12 febbraio 2011 al 7 gennaio 2012. In Italia i primi due episodi sono stati trasmessi il 13 febbraio su Disney XD ed il 27 febbraio sul canale K2. La programmazione degli altri episodi è ricominciata a partire dal 1º giugno sull'emittente Disney XD e dal 6 giugno su K2 fino al 24 dicembre. Due degli episodi appartenenti a questa stagione sono stati trasmessi in lingua italiana su K2 prima della trasmissione britannica su CITV e statunitense su Cartoon Network.
| Nº                                 | Titolo italiano Giapponese 「Kanji」 - Inglese | In onda           | In onda           |
| Nº                                 | Titolo italiano Giapponese 「Kanji」 - Inglese | Giapponese        | Italiano          |
| Pokémon Nero e Bianco (50 episodi) | |                   |                   |
| 658                                | All'ombra di Zekrom! 「イッシュ地方へ！ゼクロムの影！！」 - In The Shadow of Zekrom! | 23 settembre 2010 | 13 febbraio 2011  |
| 658                                | Qualche tempo dopo la semifinale alla Lega di Sinnoh, Ash, sua madre Delia e Pikachu decidono di seguire il Professor Oak in un suo viaggio di lavoro nella regione di Unima per fare una vacanza. Giovanni, soddisfatto dell'operato di Jessie, James e Meowth a Sinnoh, promuove il trio (che veste ora uniformi nere) con una missione di avanscoperta nella nuova regione. Atterrati a Soffiolieve, Ash e Pikachu, sorpresi da un forte temporale, vengono a contatto col Pokémon leggendario Zekrom. Al laboratorio della Professoressa Aralia, collega di Oak, Ash incontra un nuovo allenatore, Diapo, che sceglie Snivy come suo primo Pokémon. I due lottano ma Pikachu, sovraccarico di elettricità a causa del fulmine di Zekrom, viene sconfitto da Snivy. |                   |                   |
| 659                                | Entrino Iris e Axew! 「アイリスとキバゴ！」 - Enter Iris and Axew! | 23 settembre 2010 | 13 febbraio 2011  |
| 659                                | Zekrom, attirato dall'energia di Pikachu, compare nel cielo sopra il laboratorio di Aralia, dove causa una seconda tempesta elettromagnetica che stavolta permette a Pikachu di rilasciare l'elettricità in eccesso. Ash, stimolato dal viaggio di Diapo, decide di partecipare alla Lega di Unima e, diretto verso Levantopoli, incontra Iris, una giovane allenatrice, e il suo Axew. Il ragazzo cattura un Pidove, che viene però sconfitto dal Woobat di Jessie. L'Oshawott scartato il giorno prima da Diapo ha nel frattempo preso in simpatia Ash e lo ha seguito di nascosto. Il Pokémon salva Pikachu ed Axew dal Team Rocket. Iris si unisce ad Ash nel suo viaggio. |                   |                   |
| 660                                | Dispettosi Sandile! 「ミジュマル！メグロコ！危機一髪！！」 - A Sandile Gusher of Change! | 30 settembre 2010 | 1º giugno 2011    |
| 660                                | Oshawott chiede ad Ash di accettarlo nella sua squadra, il ragazzo acconsente e Aralia gli invia la sua Poké Ball. Ash e Iris visitano una pensione termale rinomata per le sue sabbie, chiusa a causa dei dispetti di una banda di Sandile capitanata da un esemplare che indossa degli occhiali da sole. Il branco tentava solamente di avvertire il gestore che dei geyser avrebbero rimpiazzato la sabbia con acqua termale. |                   |                   |
| 661                                | Il Club di Lotta e la scelta di Tepig! 「バトルクラブ！謎のポケモン現る！！」 - The Battle Club and Tepig's Choice! | 7 ottobre 2010    | 2 giugno 2011     |
| 661                                | Giunti a Quattroventi, Ash e Iris si dirigono al Club di Lotta Pokémon della città, dove Ash è sfidato da un allenatore col suo Dewott. Don George, il gestore del Club, interrompe l'incontro a causa di un Pokémon sconosciuto che da giorni tenta di rubare delle provviste. Il Pokémon è un Tepig abbandonato dal suo allenatore che risulta denutrito per via di una corda strettasi accidentalmente attorno al muso. Rifocillato e messo in fuga il Team Rocket, Tepig viene catturato da Ash. Prima apparizione di Servine. |                   |                   |
| 662                                | Tre leader, minaccia di squadra! 「サンヨウジム！ VS バオップ、ヒヤップ、ヤナップ！！」 - Triple Leaders, Team Threats! | 14 ottobre 2010   | 3 giugno 2011     |
| 662                                | Ash arriva a Levantopoli e incontra un Intenditore di Pokémon di nome Spighetto, che insieme ai fratelli Chicco e Maisello è in realtà il capopalestra del posto. Nonostante abbia la possibilità di affrontarne solo uno, Ash decide di lottare contro tutti e tre i capipalestra e otterrà la Medaglia Tris con almeno due vittorie. Ash schiera Tepig contro il Pansear di Chicco e vince; Pikachu invece incassa un'ulteriore sconfitta, questa volta contro il Panpour di Maisello; Oshawott, che affronta il Pansage di Spighetto, è in grande difficoltà. |                   |                   |
| 663                                | L'energia dei sogni! 「夢の跡地！ムンナとムシャーナ！！」 - Dreams by the Yard Full! | 21 ottobre 2010   | 6 giugno 2011     |
| 663                                | Dopo aver deviato con la sua conchiglia il Solarraggio di Pansage, Oshawott, grazie ad un'intuizione di Ash, riesce a mettere a segno la vittoria decisiva. Il Team Rocket riceve da Giovanni l'ordine di appropriarsi della potente energia sepolta sotto il Cantiere dei Sogni, cioè quello che rimane del centro di ricerca sull’energia onirica di Mushrna in seguito ad un incidente. L’attività del trio mette in allarme sia la polizia che il Munna di Zania, scienziata che studiava presso il centro ed ex allenatrice di Musharna, da allora scomparso. Zania ritrova il suo Pokémon e il Team Rocket riesce a fuggire. Spighetto, ispirato dallo stile di lotta di Ash, decide di seguirlo nel suo viaggio insieme ad Iris. Prima apparizione di Audino, Fraxure e Haxorus. |                   |                   |
| 664                                | Uno Snivy difficile da catturare! 「ツタージャ・ゲットでメロメロ！?」 - Snivy Plays Hard to Catch! | 28 ottobre 2010   | 7 giugno 2011     |
| 664                                | Uno Snivy apparentemente selvatico ruba il cibo ad Ash e ai suoi amici durante una pausa pranzo. Il ragazzo decide di catturarlo, ma i forti attacchi del Pokémon, concordano Spighetto ed Iris, sono indizio che abbia volontariamente lasciato il precedente allenatore non giudicandolo adeguato. Il suo attacco Attrazione, in particolare, dà problemi ai Pokémon maschi di Ash. Pidove, scopertosi femmina come Snivy a causa dell'inefficacia della mossa, sconfigge il Pokémon e Ash lo cattura. Giovanni conferma al Team Rocket che un altro team si è attivato nella regione di Unima reagendo alla loro presenza, come secondo i piani. |                   |                   |
| 665                                | Il salvataggio di Darmanitan! 「ダルマッカとヒヒダルマ！時計塔の秘密！！」 - Saving Darmanitan From the Bell! | 4 novembre 2010   | 8 giugno 2011     |
| 665                                | In una città sulla via per Zefiropoli Ash e i suoi amici hanno a che fare con due Darumaka ladri di cibo. La cittadinanza non riesce a capire il perché di questo comportamento, dato che la coppia e un Darmanitan ora scomparso erano i beniamini della gente. Gli allenatori scoprono che in realtà Darmanitan è nella sua Forma Zen nell'antica torre della città a sorreggere con l'attacco Psichico la sua vecchia campana che, rimasta senza gancio, minaccia di distruggere il luogo. I Darumaka infatti gli portano il cibo per tenerlo in forze. Riparato il gancio, gli abitanti e i Pokémon tornano in armonia. Il Team Rocket viene informato da altri agenti criminali sotto copertura di recarsi a Zefiropoli in attesa di ulteriori direttive. |                   |                   |
| 666                                | Il timoroso Axew! 「暴走ペントラ―！キバゴを救え！」 - The Bloom Is on Axew! | 11 novembre 2010  | 9 giugno 2011     |
| 666                                | Axew fa pratica di lotta con Pansage, ma è ancora decisamente debole e ha problemi con Ira di Drago. In cerca di cibo, Axew infastidisce per errore un potente Scolipede selvatico, che solamente l'Excadrill di Iris è capace di fermare. Il Pokémon però non ha un buon rapporto con la sua allenatrice e, chiuso su sé stesso, non l'ascolta. Esso interviene solo quando lo Scolipede lo attacca direttamente. Già arrivati a Zefiropoli, Jessie, James e Meowth sono ancora in contatto con Giovanni, che fa loro sapere che l'energia del Cantiere dei Sogni ha simile natura di quella del più grande frammento del Meteonite, che si trova nel Deserto della Quiete. Ad aiutarli ci sarà Pierce, un nuovo membro del Team. |                   |                   |
| 667                                | Una lotta tra rivali! 「ライバルバトル！強敵プルリル！」 - A Rival Battle for Club Champ! | 18 novembre 2010  | 10 giugno 2011    |
| 667                                | Ash raggiunge Sfarzopoli e si dirige subito al Club di Lotta Pokémon della città. Tra gli allenatori del Club c'è anche un riluttante Diapo, che dopo una provocazione di Iris decide di accettare la seconda sfida di Ash, che questa volta sarà 5 contro 5. Diapo vince la lotta sconfiggendo tutti i Pokémon di Ash grazie a Tranquill, Servine e Frillish, mentre l'allenatore di Pallet mette a segno solo due vittorie (contro Tranquill e Servine) grazie a Pikachu e Snivy. Il Team Rocket incontra Pierce. |                   |                   |
| 668                                | Una casa per Dwebble! 「イシズマイ！自分の家をとりもどせ！！」 - A Home for Dwebble! | 2 dicembre 2010   | 11 giugno 2011    |
| 668                                | Ash e i suoi amici assistono alla levigatura di una roccia da parte un Dwebble selvatico che ne vorrebbe fare la sua nuova casa. Tre Dwebble prepotenti e prevaricatori gliela rubano e Ash, Spighetto ed Iris lo consigliano su come poterli battere tutti e tre per riappropriarsene. Il Dwebble riesce a farsi giustizia e a recuperarla; colpito dalla gentilezza e sensibilità di Spighetto, chiede di diventare un suo Pokémon. Spighetto accetta di buon grado e lo cattura. Jessie, James e Meowth rubano dei dati riguardanti il Meteonite dal Laboratorio di Ricerca di Antimonio per conto di Pierce. |                   |                   |
| 669                                | Ecco la squadra Trubbish! 「ヤブクロン戦隊と秘密基地！？」 - Here Comes the Trubbish Squad! | 9 dicembre 2010   | 12 giugno 2011    |
| 669                                | Dei bambini dell’asilo hanno adottato un Trubbish, ma la loro maestra Daniela, la cui nonna Karena gestisce la Pensione Pokémon all’interno della scuola, si oppone vista la natura sgradevole del Pokémon. I piccoli si sono ribellati e hanno costruito una discarica per proteggerlo. Il Sandile con gli occhiali da sole ha seguito Ash e vuole lottare, ma viene sconfitto da Trubbish. Ash lotta contro Daniela e la collisione fa collassare la discarica, ma Trubbish evita il pericolo. La maestra decide che il Pokémon può restare all’asilo e Karena regala ad Ash un uovo di Pokémon. Il Team Rocket, intanto, riceve da un’altra spia un duplicato di frammento di Meteonite. |                   |                   |
| 670                                | Le pulizie di Minccino! 「チラーミィはきれいずき！？」 - Minccino-Neat and Tidy! | 16 dicembre 2010  | 13 giugno 2011    |
| 670                                | Ash incontra Belle, una nuova allenatrice incaricata dalla professoressa Aralia di consegnargli un portamedaglie. L’oggetto in questione, decisamente impolverato a causa della poca propensione di Belle alle pulizie, attira un Minccino, Pokémon invece noto per amare il pulito, e viene da esso rubato. La ragazza vuole catturare il Pokémon e Ash l’aiuta per recuperare la sua unica medaglia. Minccino è furbo e mette fuori gioco sia il Pignite di Belle che il Pikachu di Ash, ma cattura se stesso nella Poké Ball della ragazza per la tentazione di spolverarla. Ash batte Belle ad una lotta Pokémon. |                   |                   |
| 671                                | Una notte nel museo di Zefiropoli! 「シッポウシティ！博物館で大冒険！！」 - A Night in the Nacrene City Museum! | 23 dicembre 2010  | 14 giugno 2011    |
| 671                                | Ash, Spighetto ed Iris sono arrivati a Zefiropoli. La palestra è situata nel museo cittadino, che però è chiuso nonostante sia programmata una mostra. Cirillo, curatore del museo nonché marito della capopalestra Aloé, crede che sia infestato da qualche misteriosa presenza. Iris crede sia uno spirito inquieto, mentre Spighetto vuole risolvere il caso con un approccio scientifico. Il colpevole è un arrabbiato Yamask la cui maschera è stata chiusa per errore in una teca da Cirillo. Poste le loro scuse, Yamask diventa amichevole. |                   |                   |
| 672                                | La lotta secondo Aloé! 「シッポウジム戦！VSジムリーダー・アロエ！！」 - The Battle According to Lenora! | 6 gennaio 2011    | 15 giugno 2011    |
| 672                                | Prima di affrontare Ash, Aloé saggia la sua personalità con una piccola prova. La capopalestra sfodera la sua tipica combinazione di Boato e Malosguardo coi suoi Lillipup e Watchog, che Ash però non riesce a fronteggiare adeguatamente con Tepig ed Oshawott. Per poter migliorare si reca al Club di Lotta Pokémon e Don George prepara per lui una seria di duri allenamenti. La stessa notte, il Team Rocket penetra nel museo e sostituisce il meteonite che lì è esposto con la copia prima ricevuta. |                   |                   |
| 673                                | Rivincita alla Palestra di Zefiropoli! 「再戦シッポウジム！新技炸裂！！」 - Rematch at the Nacrene Gym! | 13 gennaio 2011   | 16 giugno 2011    |
| 673                                | Ash e i suoi Pokémon si sottopongono all’allenamento straordinario di Don George, nel quale anche l’allenatore deve fare esercizio con la propria squadra. Tepig apprende Nitrocarica e Oshawott impara Acquagetto. Il Lillipup di Aloé si è evoluto in Herdier. Oshawott, che non ha ancora padroneggiato bene Acquagetto, e Watchog si eliminano a vicenda. Tepig batte Herdier e Ash vince la sua seconda medaglia. |                   |                   |
| 674                                | Uno Scraggy nato per la libertà! 「タマゴからかえったあばれん坊！」 - Scraggy-Hatched to be Wild! | 20 gennaio 2011   | 17 giugno 2011    |
| 674                                | L’uovo di Ash inizia a brillare, segno che sta per schiudersi. Dall’uovo nasce uno Scraggy dal temperamento indomito e spericolato, sempre in cerca di sfide col desiderio di diventare più forte. Questa indole lo porta più volte a mettersi nei guai con un gruppo di Galvantula, dai quali viene però salvato. Scraggy entra infine a far parte della squadra di Ash. Intanto Jessie, James e Meowth consegnano il Meteonite rubato dal museo di Zefiropoli al dottor Zager del Team Rocket, che rimane soddisfatto dalla sua forza energetica. I tre si preparano alla fase successiva del piano. |                   |                   |
| 675                                | Nel Bosco Girandola con Sewaddle e Artemisio! 「ヤグルマの森！クルミルとアーティ！！」 - Sewaddle and Burgh in Pinwheel Forest! | 27 gennaio 2011   | 18 giugno 2011    |
| 675                                | Ash e i suoi amici attraversano il lussureggiante e labirintico Bosco Girandola, dove un Sewaddle intraprendente sfida Ash. I ragazzi si perdono nei suoi meandri e raggiungono un albero gigante dove si imbattono in Artemisio, artista e capopalestra di Austropoli. Lo stilista, in totale blocco creativo, si sta immergendo nella natura per ritrovare l’ispirazione. Ash fa amicizia con Sewaddle e lo cattura. Prima apparizione del Leavanny di Artemisio. |                   |                   |
| 676                                | Una vendetta da intenditori! 「ソムリエ対決！イシズマイVSフタチマル！！」 - A Connoisseur's Revenge! | 17 febbraio 2011  | 19 giugno 2011    |
| 676                                | Vedendo un’Intenditrice di Pokémon valutare la compatibilità tra allenatore e Pokémon in un nuovo centro commerciale, Ash apprende da Spighetto di più sulla figura dell’Intenditore: il livello a lui assegnato dall’Associazione (C/B/A/S), le competenze e conoscenze. Spighetto è un Intenditore di Classe A. Ash viene però ingannato da Burgundy, Intenditrice di Classe C che mal lo consiglia riguardo a tutti i suoi Pokémon. La ragazza ha giurato vendetta a Spighetto per averla sconfitta alla palestra di Levantopoli. I due lottano e Spighetto ha la meglio. Prima apparizione del Sawsbuck di Burgundy. |                   |                   |
| 677                                | Ballando con i tre Ducklett! 「ピカチュウVSメグロコVSコアルヒー！！」 - Dancing With the Ducklett Trio! | 24 febbraio 2011  | 20 giugno 2011    |
| 677                                | Dopo un allenamento tra Scraggy ed Axew, il Sandile con gli occhiali compare nuovamente a chiedere una lotta ad Ash e Pikachu. Un Ducklett interrompe il dello e ruba gli occhiali di Sandile, senza i quali il Pokémon perde ogni sicurezza in sé stesso. L’Alacquatico ha altri due compagni, uno che ruba il cappello di Ash e un altro il coprivivande di Spighetto. Pikachu impara Energisfera e caccia i Ducklett. Recuperati gli oggetti, la lotta tra Pikachu e Sandile continua, quest’ultimo si evolve in Krokorok ma viene scagliato via accidentalmente. |                   |                   |
| 678                                | Il mondo perduto di Gothitelle! 「スカイアローブリッジとゴチルゼル！」 - The Lost World of Gothitelle! | 3 marzo 2011      | 22 giugno 2011    |
| 678                                | Ash e i suoi amici sono arrivati al Ponte Freccialuce che conduce ad Austropoli. Il passaggio però è sorvegliato da un Gothitelle aggressivo che li trasporta in una realtà alternativa costruita con i propri felici ricordi. Quando il ponte non era ancora stato costruito, Gothitelle aiutava una bambina di nome Sally e suo padre a gestire l’aquabus che trasportava le persone verso la città e ora non riesce ad accettare che quei bei momenti siano passati per sempre. Sally, ora cresciuta, raggiunge Gothitelle ed è capace di calmarlo. |                   |                   |
| 679                                | I Venipede in fuga! 「ヒウンシティ・フシデパニック！」 - A Venipede Stampede! | 10 marzo 2011     | 4 settembre 2011  |
| 679                                | Il Team Rocket localizza il Meteonite e lo attiva. Ad Austropoli Ash e il gruppo vedono Artemisio che li informa di avvertire agitazione tra i Pokémon Coleottero e nelle fogne assistono all’invasione della città da parte di una colonia di confusi Venipede proveniente dalla aride zone extraurbane. La professoressa Aralia ipotizza che la causa sia uno sconvolgimento del loro habitat sotterraneo. Diapo è tra coloro che vogliono ingaggiare battaglia con i Pokémon, ma Ash e i suoi amici convincono il sindaco a provare una soluzione pacifica. Riescono allora a riunirli tutti nella piazza centrale e il Pidove di Ash si evolve in Tranquill. Aralia registra un forte flusso di energia nel Deserto della Quiete e lì si reca con Ash, Iris e Spighetto per salvare i Venipede. |                   |                   |
| 680                                | Per amore dei Pokémon Coleottero! 「ヒウンジム戦純情ハートの虫ポケモンバトル！」 - Battling For The Love of Bug-Types! | 17 marzo 2011     | 4 settembre 2011  |
| 680                                | Sventati i piani dei due team criminali, Ash si reca da Artemisio per una lotta in palestra. Nel primo round il Dwebble del capopalestra sconfigge Tepig. Ash, a sorpresa, schiera l’ancora inesperto Sewaddle, che non solo batte Dwebble, ma una volta evolutosi in Swadloon atterra anche Whirlipede. Il Leavanny di Artemisio si libera di Swadloon e se la vede nel round finale con Pikachu. Ash vince la sua terza medaglia. Dopo l’insuccesso dell’operazione Meteonite, Giovanni dà carta bianca a Jessie, James e Meowth, che tornano alle loro uniformi bianche e alla pianificazione per la conquista di Unima insieme a Zager. James cattura un affamato Yamask, che decide di seguirlo. |                   |                   |
| 681                                | L'irresistibile Emolga! 「かわいい顔に要注意！エモンガでシビレビレ！！」 - Emolga the Irresistible! | 24 marzo 2011     | 11 settembre 2011 |
| 681                                | Belle si è riunita al gruppo. Durante un picnic, un’Emolga infida e manipolatrice irrompe sulla scena per la sua ingordigia di mele. Belle tenta di catturarla, ma gli attacchi di Minccino sono più volte infruttuosi. Nel bel mezzo della fuga, Emolga finisce per trovarsi insieme a Iris ed Axew in una situazione pericolosa tra parecchi Swoobat, che tenta invano di abbattere. I tre vengono salvati dall’intervento di Pikachu. Emolga, per simpatia ma soprattutto convenienza, si fa catturare da Iris. |                   |                   |
| 682                                | Emolga e il nuovo Invertivolt! 「エモンガＶＳツタージャ！ボルトチェンジで大混乱！！」 - Emolga and the New Volt Switch! | 31 marzo 2011     | 11 settembre 2011 |
| 682                                | Iris accetta una sfida di Belle. Emolga si dimostra disinteressata alla lotta e cerca di intenerire Iris per poter continuare a fare i propri comodi. Durante un pasto, ancora una volta Emolga trama inganni a proprio vantaggio, ma Snivy ha saputo vedere l’opportunismo del Pokémon oltre la sua apparente innocenza e tra le due nasce una rivalità tutta al femminile. Il Pokémon Petauro, in un altro dei suoi raggiri per mangiare mele, provoca il risveglio di un fortissimo Simisear. Quando i suoi amici, venuti a salvarla, sono in pericolo, Emolga li aiuta e ringrazia mostrando il proprio buon cuore. Belle si separa dal gruppo. |                   |                   |
| 683                                | Paura alla villa dei Litwick! 「ヒトモシ屋敷のこわ～いお話！」 - Scare at the Litwick Mansion! | 7 aprile 2011     | 18 settembre 2011 |
| 683                                | In una giornata temporalesca Ash e i suoi amici trovano riparo in una vecchia villa abbandonata. Nella villa c’è già il Team Rocket, che vi ha da poco stabilito la sua nuova base segreta e lì vive con un gruppo di Litwick. I Pokémon fantasma stanno però lentamente uccidendo Jessie, James e Meowth privandoli della loro energia vitale. Anche Ash, Iris e Spighetto cadono nella stessa trappola, ma quando i due gruppi realizzano la terribile verità, affrontano insieme i Litwick e i loro capo Lampent, sigillandoli nel mondo degli spiriti dal quale provengono. Ash salva Jessie e James salva Spighetto. |                   |                   |
| 684                                | Il cammino del Maestro Drago! 「ドラゴンマスターへの道！キバゴVSクリムガン！！」 - Dragon Master's Path! | 14 aprile 2011    | 18 settembre 2011 |
| 684                                | Ash, Iris e Spighetto, dopo uno dei soliti allenamenti tra Scraggy ed Axew, si imbattono in un Druddigon sofferente. L’esemplare appartiene ad un’allenatrice di nome Emmy, ancora alle prime armi, ed è stato ferito da un laccio metallico del Team Rocket, che pianifica di rubare anche Pikachu ed Axew. Iris confessa che il suo sogno è diventare Maestro Drago. Dopo una lotta amichevole tra Emmy ed Ash, nella quale Druddigon atterra Tepig, il Team Rocket entra in azione con successo, ma Axew riesce a dirottare la nave cargo e connettersi col cuore di Iris. Durante la lotta contro Jessie e James, Axew padroneggia l’Ira di Drago. |                   |                   |
| 685                                | La Conchiglia perduta di Oshawott! 「消えたホタチ！ミジュマル最大の危機！！」 - Oshawott's Lost Scalchop! | 21 aprile 2011    | 25 settembre 2011 |
| 685                                | Nel corso di una lotta tra Ash e un suo nuovo rivale, Stephan, che ha schierato il suo Blitzle, Oshawott perda la sua conchiglia. Nel tentativo di ritrovarla, Ash vede un Joltik. La ricerca non dà gli esiti sperati e si procede a tentativi per trovare qualcosa che possa sostituire l’oggetto peculiare del Pokémon. Alla fine Ash opta per una grossa pietra scolpita da Dwebble, con la quale Oshawott si allena in vista di una seconda lotta contro Bliztle e Stephan. Durante lo scontro la roccia va in frantumi, ma Oshawott, nonostante la pessima mira di Acquagetto, vince la lotta. Proprio quando Ash e Oshawott hanno accettato l’idea di fare a meno della conchiglia, Axew la ritrova. |                   |                   |
| 686                                | Un Cottonee innamorato! 「恋するモンメンは風に乗って！」 - Cottonee in Love! | 28 aprile 2011    | 25 settembre 2011 |
| 686                                | È la stagione degli amori dei Cottonee ed Ash e i suoi amici ne incontrano uno decisamente imbranato nel corteggiare la sua amata. Decidono allora di aiutarlo a migliorare le sue doti di combattimento per far colpo su di essa. Gli allenamenti danno i loro frutti e Cottonee atterra due pretendenti facendola finalmente innamorare di sé. Ash, Iris e Spighetto assistono alla danza nel vento dei Cottonee che raggiungono la Valle dell’Arcobaleno per formare le loro famiglie. |                   |                   |
| 687                                | Un UFO per Elgyem! 「リグレーと未確認飛行物体！」 - A UFO for Elgyem! | 5 maggio 2011     | 2 ottobre 2011    |
| 687                                | Una notte Ash e compagnia assistono alla caduta di quello che pare proprio essere un UFO. Spighetto, che è anche un intenditore di scienza, decide di andare in fondo alla faccenda. Il gruppo scopre che nelle vicinanze vive il Professor Icarus, noto ufologo. Lo scienziato nasconde a casa propria un Elgyem arrivato dallo spazio e decide di condividere la sua storia con i ragazzi, mostratisi degni della fiducia sua e del Pokémon. Gli UFO sono infatti tentativi del professore di riportare Elgyem nello spazio. Scampato alla cattura da parte del Team Rocket, Elgyem comunica allo studioso col potere dei ricordi che in realtà desidera stare con lui. |                   |                   |
| 688                                | La terza lotta di Ash e Diapo! 「ライバルバトル！バニプッチ、ドッコラー参戦！！」 - Ash and Trip's Third Battle! | 12 maggio 2011    | 9 ottobre 2011    |
| 688                                | Spighetto sta cucinando in pace, ma in un impeto d’ira dovuto al continuo baccano dei giochi di Ash ed Iris, rovescia il pranzo. I due allenatori si scusano e dandosi la colpa l’un l’altra si sfidano ad una gara di velocità sugli alberi. Allontanatisi dal campo si imbattono in Diapo, che sfida Iris ad una lotta. Conscia dei problemi con Excadrill ed Emolga, ella rifiuta. Diapo accetta di malavoglia la sfida di Ash. Il suo Servine si prende la rivincita sullo Snivy di Ash dopo la sconfitta a Sfarzopoli; Oshawott batte Timburr e il round finale tra Vanillite e Tepig finisce in parità. Diapo spiega come il suo sogno sia battere il suo idolo, il Campione Nardo, e fa notare ad Ash come la pessima mira dell’Acquagetto di Oshawott sia dovuta all’incapacità del Pokémon di aprire gli occhi sott’acqua. |                   |                   |
| 689                                | Affrontare la paura con gli occhi ben aperti! 「ガマガル、マッギョ！水辺の戦い！！」 - Facing Fear with Eyes Wide Open! | 19 maggio 2011    | 10 ottobre 2011   |
| 689                                | Nei pressi di un lago cristallino, mentre Ash è impegnato ad insegnare ad Oshawott a tenere gli occhi aperti sott’acqua, Scraggy disturba un gruppo di Foongus che risponde avvelenando tutti i Pokémon di Ash, Iris e Spighetto, fuori dalle loro Poké Ball per godersi la giornata. Oshawott, che è l’unico in salute, deve immergersi nel lago per trovare l’Erbimedio, una pianta acquatica curativa. Il fondale è però territorio di un dominante Palpitoad, della sua schiera di Tympole e di uno Stunfisk suo compare che attaccano Ash e Oshawott. Il pericolo e la necessità permettono ad Oshawott di superare la propria paura, sconfiggendo Palpitoad, che viene catturato da Ash. Stunfisk è invece pescato e catturato da Spighetto. |                   |                   |
| 690                                | Iris ed Excadrill contro l'Annientadraghi! 「ドラゴンバスター登場！アイリスとドリュウズ！！」 - Iris and Excadrill Against the Dragon Buster! | 26 maggio 2011    | 13 novembre 2011  |
| 690                                | Georgia, un’allenatrice specializzata nel combattere il tipo Drago, vuole lottare contro Iris. Axew non è in grado di tenere testa al Beartic di Georgia, la quale accetta allora di misurarsi con Excadrill, che viene battuto con Spaccaroccia. Iris racconta ad Ash e Spighetto come proprio con quella mossa ella ed Excadrill siano stati sconfitti per la prima e unica volta, dopo novantanove vittorie, e da allora il Pokémon non sia più stato lo stesso. Al Villaggio dei Draghi, da bambina, Iris incontra l’allora Drilbur e con esso forma un duo inarrestabile. Partecipano e vincono il torneo cittadino e duellano contro Aristide, Maestro Drago, ma l’Haxorus di quest’ultimo umilia Excadrill, che come risposta si chiude al mondo esterno. Spighetto sostiene che il problema non sia stata la sconfitta, ma che Iris non abbia capito i sentimenti di un impaurito Excadrill. La ragazza apre il suo cuore al Pokémon, che la comprende e perdona. Excadrill apprende Focalcolpo e nella rivincita contro Beartic ottiene un pareggio. |                   |                   |
| 691                                | Devo acchiappare un Roggenrola! 「ダンゴロ！ラスターカノン発射せよ！！」 - Gotta Catch A Roggenrola! | 2 giugno 2011     | 23 ottobre 2011   |
| 691                                | Un Roggenrola in affanno cerca di avvertire Ash, Iris e Spighetto di un pericolo, ma gli allenatori, non capendolo, procedono per la loro strada. In un Centro Pokémon manca l’acqua corrente, che viene attinta dalla sorgente di una grotta non lontana nella quale vivono tanti Roggenrola. Ash, insospettito dagli avvenimenti, si reca lì con i suoi amici e l’operaio Garrison e scopre che la colpa è niente di meno che del Team Rocket, che ha causato una frana per catturare i Roggenrola e quindi utilizzare il nucleo che questi contengono nel loro corpo per alimentare una macchina costruitagli dal Dottor Zager. I Roggenrola sono in grado di invertire l’energia dei propri nuclei e disattivare la macchina. Ash cattura il Roggenrola che da subito lo ha aiutato. |                   |                   |
| 692                                | Dove sei finito, Audino? 「ソムリエ探偵デント！タブンネ失踪事件！！」 - Where Did You Go, Audino? | 9 giugno 2011     | 30 ottobre 2011   |
| 692                                | In una città sulla strada per Sciroccopoli degli Audino scompaiono misteriosamente come ipnotizzati da qualcosa. Ad aiutare l’Agente Jenny ci sono anche due giovani ragazzi del posto: Doyle con il suo Solosis e Christie con Gothita. Galvanizzato dall’enigma, Spighetto svela di essere anche un intenditore di indagini. La squadra appone dei sensori sugli Audino rimasti, ma vengono neutralizzati dalle frequenze ipnotiche, le quali però sono avvertite da Roggenrola, che la guida alla fonte dei guai, cioè il Team Rocket, che ha in mente di consegnare i Pokémon al Dottor Zager per costruire un radar grazie alle sensibilità degli Audino. |                   |                   |
| 693                                | Archeops nel mondo moderno! 「化石復活！古代怪鳥アーケオス！！」 - Archeops In The Modern World! | 16 giugno 2011    | 20 novembre 2011  |
| 693                                | Ash e i suoi amici si fermano momentaneamente in un laboratorio dove Aralia e Zania hanno in programma di rivitalizzare un Fossilpiuma in Archen, progenitore di tutti i Pokémon volanti, grazie ad una macchina azionata dall’energia del fumo del Musharna di Zania. I dati della macchina vengono hackerati da James e inviati a Zager. Oltre ad Archen sono riportati in vita anche i semi di una pianta preistorica i cui frutti sono il nutrimento del Pokémon, che come primo istinto ha l’apprendere il volo. Archen si evolve in Archeops e pensa di stabilirsi presso il laboratorio, ma il Team Rocket brucia il suo albero. Salvifico è l’arrivo di un gruppo di altri Archeops, coi quali il Pokémon si unisce per andare a vivere in un luogo protetto da loro soli conosciuto. |                   |                   |
| 694                                | L'intenditore di pesca finisce nella rete! 「ヒウンシティのつり大会！釣りソムリエ・デント登場！！」 - A Fishing Connoisseur in a Fishy Competition! | 23 giugno 2011    | 27 novembre 2011  |
| 694                                | Belle ritrova Ash, Iris e Spighetto e li informa di una gara di pesca in città alla quale vuole partecipare. Un entusiastico Spighetto, che si scopre persino intenditore di pesca, trascina il gruppo alla competizione per insegnare loro i segreti dell’arte dello sport in questione. La gara è organizzata Jessie, James e Meowth per trafugare i Pokémon catturati dai partecipanti. Spighetto pesca e cattura un esemplare di Basculin a strisce blu. Un Frillish femmina manda in fumo i piani del Team Rocket liberando i Pokémon. Belle lascia il gruppo per allenarsi. |                   |                   |
| 695                                | L'ora del cinema! Zorua in "La leggenda del cavaliere Pokémon"! 「ゾロア・ザ・ムービー！ポケモンナイトの伝説！！」 - Movie Time! Zorua in "The Legend of the Pokémon Knight"! | 30 giugno 2011    | 28 novembre 2011  |
| 695                                | Mentre guardano il trailer dell’ultimo film della serie I fantastici combattenti, Ash e la sua compagnia fanno la conoscenza di Luke, aspirante regista, e dei suoi Pokémon Zorua e Golett. Spighetto non perde occasione per rivelare di essere anche intenditore di cinema. Zorua sta dando problemi a Luke perché non vuole più collaborare alla realizzazione del suo film La leggenda del cavaliere Pokémon; il ragazzo racconta loro di come si siano conosciuti al cinema del signor Matthews (del quale Luke è assistente) e siano diventati amici per la loro passione per i film. Il Pokémon, essendo femmina, vuole solo interpretare la parte della Principessa Yuria e allora Spighetto propone agli amici di recitare nella pellicola per aiutare Luke. Anche grazie all’imprevista intrusione del Team Rocket, il film risulta un successo. Il signor Matthews consiglia ai ragazzi, Luke incluso, di partecipare all’imminente Torneo del Club di Sciroccopoli.                                                                               |                   |                   |
| 696                                | Incontri e scontri a Sciroccopoli! 「全員集合！ドンバトル！！」 - Reunion Battles In Nimbasa! | 7 luglio 2011     | 5 dicembre 2011   |
| 696                                | Mentre il Team Rocket è già arrivato a Sciroccopoli e pianifica il suo nuovo e minaccioso piano, il Torneo del Club di Lotta Pokémon del Villaggio di Sciroccopoli, paese poco più a sud dell’omonima città, ha inizio e attrae molti allenatori da tutta la regione. Ad iscriversi oltre ad Ash, Iris e Spighetto sono anche tutti i loro rivali: Stephan (il cui Blitzle si è evoluto in Zebstrika), Belle, Georgia, Diapo e Burgundy. Al primo round, dopo che Georgia passa il turno superando Sylvester, Ash deve affrontare Burgundy e sceglie per la prima volta, azzardando, Palpitoad. Lo Stoutland dell’Intenditrice mette a dura prova Palpitoad, ma Ash riesce a vincere la lotta. Spighetto e Diapo iniziano il loro incontro. |                   |                   |
| 697                                | Spighetto contro Diapo, Ash contro Georgia! 「熱闘ドンバトル！ツタージャVSコマタナ！！」 - Cilan Versus Trip, Ash Versus Georgia!! | 21 luglio 2011    | 5 dicembre 2011   |
| 697                                | Il Gurdurr di Diapo è un Pokémon dai potenti attacchi fisici e scheggia addirittura la roccia di Dwebble, ma quest’ultimo con Gettaguscio e Frana è capace di vincere, eliminando Diapo al primo turno. Il duello successivo è tra Stephan e Belle. Minccino, anch’esso dopo un iniziale vantaggio, non è in grado di resistere al Pestone finale di Zebstrika; pure Stephan quindi accede al turno successivo, così come Iris, Luke, Dino ed Antonio. Il giorno seguente si disputano i quarti di finale e il primo incontro è quello tra Georgia ed Ash. L’Annientadraghi sceglie il suo Pawniard mentre Ash conta su Snivy. Pawniard non solo, in quanto femmina, è immune da Attrazione, ma si rivela un avversario più difficile del previsto, soprattutto a causa del suo attacco Ghigliottina. |                   |                   |
| 698                                | Cuori e furori al Torneo del Club: Emolga contro Sawk! 「白熱ドンバトル！エモンガVSダゲキ！！」 - The Club Battle Hearts of Fury, Emolga Versus Sawk! | 4 agosto 2011     | 12 dicembre 2011  |
| 698                                | Snivy riesce, infine, a mettere al tappeto Pawniard. Dopo la vittoria di Dino su Antonio, è il turno di Spighetto che affronta Luke. Al suo primo incontro, Stunfisk si dimostra un valido combattente, ma Luke e il suo Larvesta, grazie ai consigli dello stesso Spighetto, sono capaci di cogliere impreparati i loro avversari e accedere alle semifinali. L’ultimo quarto di finale in programma è la lotta tra Iris e Stephan. Iris utilizza ancora Emolga, ora diventata un fidato partner, mentre Stephan punta su Sawk. L’allenatrice, in seguito all’attivazione dell’abilità Statico del suo Pokémon, trova una tattica vincente con cui superare Sawk. Poco dopo Ash e Dino sono già pronti per la loro semifinale. |                   |                   |
| 699                                | Una finale da eroi al Torneo del Club! 「決戦ドンバトル！！サトシ対アイリス！！」 - The Club Battle Finale: A Heroes Outcome! | 11 agosto 2011    | 12 dicembre 2011  |
| 699                                | Palpitoad supera senza difficoltà il Darumaka di Dino ed Ash accede alla finale. Luke ed Iris si affrontano nella seconda semifinale. Il regista sceglie il suo fidato Golett, mentre Iris manda in campo Axew nel suo primo incontro ufficiale. La scelta della ragazza si rivela infelice visto che l’attacco Graffio non funziona su Golett, lasciando Axew con solo l’opzione Ira di Drago. Il Pokémon, sul punto di perdere, riesce ad apprendere Oltraggio, che lo porta alla vittoria. Il giorno dopo ha luogo l’attesa finale tra Ash ed Iris, che si giocano il titolo con rispettivamente Pikachu ed Excadrill. La leggerezza e velocità del primo unite alla potenza e pesantezza del secondo danno vita ad un’accesa lotta, che termina con la vittoria di Excadrill. Iris vince il Torneo dei Club e il set di Piume del Libeccio. Luke si separa dal gruppo. Il Team Rocket è però pronto a mettere in atto il suo nuovo piano. |                   |                   |
| 700                                | Il Meowth che non t'aspetti! 「ニャゴシエイター・ニャース！ズルズキン説得作戦！！」 - Meowth's Scrafty Tactics! | 18 agosto 2011    | 19 dicembre 2011  |
| 700                                | Meowth viene trovato esanime e in pessime condizioni da Ash, Iris e Spighetto e, dopo essere stato curato, racconta loro di come, in seguito all’ultima operazione del Team Rocket non andata a buon fine a causa sua, sia stato licenziato da Giovanni e cacciato dall’organizzazione. Rimasto solo e con poche probabilità di sopravvivenza, i ragazzi gli offrono di viaggiare con loro. Durante il viaggio Axew viene rapito da uno Scrafty che lo tiene in ostaggio chiedendo in cambio un favore agli allenatori; Meowth agisce da mediatore, Axew viene salvato e Scrafty confessa che un Mandibuzz gli ha occupato la tana. Meowth ancora una volta risolve la questione ed Iris, complimentandosi, tenta invano di catturarlo. Jessie e James invece si aggirano furtivamente al metrò di Sciroccopoli, ne manomettono le rotaie e raggiungono Roteolia. |                   |                   |
| 701                                | Purrloin, delizia o malizia? 「チョロネコに御用心! ニャースとミジュマル!!」 - Purrloin: Sweet or Sneaky? | 25 agosto 2011    | 20 dicembre 2011  |
| 701                                | Ash ed Iris vengono raggirati da un’ingannevole Purrloin interessata solo al loro cibo e della quale Meowth ed Oshawott si innamorano perdutamente. Spighetto invece, memore di un brutto episodio vissuto con questo Pokémon anni prima, non si fida. Purrloin, accidentalmente messi in pericolo i ragazzi e i loro Pokémon in una cava, ritrova la sua allenatrice Misha dalla quale credeva erroneamente di essere stata abbandonata e con lei si riconcilia salvando infine il gruppo. Con grande dispiacere di Meowth ed Oshawott, Misha rivela il colpo di scena: Purrloin è in realtà un maschio. Jessie e James continuano i loro progetti e sono raggiunti da Zager con un misterioso vagone. |                   |                   |
| 702                                | Beheeyem, Duosion e il Ladro di Sogni! 「オーベムとダブランと夢泥棒！」 - Beheeyem, Duosion and the Dream Thief! | 1º settembre 2011 | 21 dicembre 2011  |
| 702                                | Leon, un criminale che usa il suo Beheeyem per commettere furti di Pokémon tramite la creazione di falsi sogni, prende di mira Ash e i suoi amici. Ad aiutarli giunge in soccorso l’Agente Jenny della sezione psicoreati, che con il suo Duosion riesce a portare fuori dal sogno gli allenatori, nonostante la sonnolenza di Meowth che involontariamente intralcia il salvataggio. I capometrò di Sciroccopoli Andy e Torn si accorgono che sui binari ci sono movimenti sospetti e indagano. |                   |                   |
| 703                                | La faida dei Beartic in montagna! 「ニャゴシエーター・ニャース！ツンベアーの森を突破せよ！！」 - The Beartic Mountain Feud! | 8 settembre 2011  | 22 dicembre 2011  |
| 703                                | Su una montagna a sud di Sciroccopoli si abbatte una tempesta che sorprende un gruppo di Beartic e Cubchoo. Uno dei cuccioli cade da un dirupo e trovato ferito qualche giorno dopo da Ash, Iris, Spighetto e Meowth. Trovatosi faccia a faccia con dei Beartic aggressivi, il gruppo è portato in salvo da Cliff del soccorso montano col suo Mienfoo. L’uomo spiega ai ragazzi come sulla cima della montagna viva un branco di Beatric, mentre alle sue falde ve ne sia un altro; egli tenta invano di catturare Meowth. La tempesta, avendo distrutto gli alberi da frutta della zona a valle, ha costretto i Beartic che ivi erano stanziati ad invadare il territorio degli altri. Una frana sarà occasione di riconciliazione per i due clan e Cliff trova un’altra foresta per i Beartic senza cibo. Nella metropolitana di Sciroccopoli corre, nel frattempo, un “treno fantasma”. |                   |                   |
| 704                                | Caos dal sottosuolo! 「激走！！ バトルサブウェイ！！（前編）」 - Crisis from the Underground Up! | 15 settembre 2011 | 23 dicembre 2011  |
| 704                                | Finalmente arrivati a Sciroccopoli, i ragazzi si recano al Centro Pokémon su richiesta di Meowth, ma solo dopo aver incontrato Andy e Torn e scoperto che Spighetto è pure un intenditore di metrò. L’enorme Centro è noto sia per un caveau per Pokémon potenti e preziosi, sia per i servizi di wellness offerti. Ash, Iris e Spighetto lasciano tutti i loro Pokémon e Meowth alle cure di Audino, l’unico insieme all’infermiera Joy ad accedere all’area protetta. Meowth telefona a Jessie e James per dare il via all’operazione che da tempo preparano; con l’aiuto di Zager che manomette la linea elettrica, il Pokémon ruba tutte le Poké Ball dal caveau e attraverso un condotto d’aerazione si ricongiunge ai suoi compari nel “treno fantasma” nella metropolitana. Raggiunto da Ash, Iris e Spighetto, sospettosi della situazione, Meowth svela l’amara verità: ha finto fin dall’inizio e la dissimulazione faceva parte del piano del Team Rocket, il quale fugge vittorioso verso Roteolia.                                               |                   |                   |
| 705                                | Lotta metropolitana! 「激走！！ バトルサブウェイ！！（後編）」 - Battle for the Underground! | 15 settembre 2011 | 24 dicembre 2011  |
| 705                                | Spighetto, grazie ad un’intuizione di Iris, capisce la vera direzione del Team Rocket, che può solo essere il luogo dal quale il vagone è entrato, cioè Roteolia, città che fornisce i treni alla metro di Sciroccopoli. Aiutati da Andy e Torn e dall’Eelektross di quest’ultimo, riescono a raggiungere il treno, dal quale Pikachu, Axew e i loro amici sono riusciti ad uscire unendo le forze e grazie ai loro poteri. I Pokémon ora liberi creano enormi problemi a Zager che non riesce a sollevare il carico con l’elicottero. Il Chandelure di Andy permette ad Ash, Iris e Spighetto di riunrsi con loro e tutti insieme mettono fuori gioco il Team Rocket che scappa sconfitto. |                   |                   |

### Pokémon Nero e Bianco: Destini Rivali
La quindicesima stagione viene trasmessa negli Stati Uniti da Cartoon Network dal 18 febbraio 2012. In Italia va in onda su K2 a partire dal 20 aprile 2012 e su Disney XD dal 14 luglio dello stesso anno.
| Nº                                                 | Titolo italiano Giapponese 「Kanji」 - Inglese | In onda           | In onda           |
| Nº                                                 | Titolo italiano Giapponese 「Kanji」 - Inglese | Giapponese        | Italiano          |
| Pokémon Nero e Bianco: Destini Rivali (49 episodi) | |                   |                   |
| 706                                                | Camelia, una capopalestra elettrizzante! 「ジムリーダーはカリスマモデル！ カミツレ登場！！」 - Enter Elesa, Electrifying Gym Leader! | 22 settembre 2011 | 20 aprile 2012    |
| 706                                                | Ash è pronto per affrontare Camelia, ma Belle arriva impetuosamente facendogli sapere di aver già prenotato una lotta prima di lui. Il padre della ragazza l’ha però raggiunta per riportarla a casa, non giudicandola abbastanza matura per compiere un viaggio di formazione. Belle rifiuta di obbedirgli e viene deciso che ella continuerà a viaggiare solamente se sarà in grado di battere Camelia. Shelmet, Pignite e Minccino purtroppo non riescono nell’impresa. Ash sceglie allora di sfidare l’uomo giocandosi sia il viaggio di Belle, che il proprio; se egli dovessi perdere, dovrà infatti tornare a Kanto. Oshawott viene sconfitto da Darmanitan, ma il padre di Belle realizza come l’amicizia tra i ragazzi sia un bene per sua figlia. |                   |                   |
| 707                                                | Una lotta sfavillante nella palestra di Sciroccopoli! 「ライモンジム！ 華麗なる電撃バトル！！」 - Dazzling the Nimbasa Gym! | 29 settembre 2011 | 20 aprile 2012    |
| 707                                                | Ash è nervoso perché non sa che strategia adottare contro Camelia. Il ragazzo tentare di sconfiggerla utilizzando solamente Palpitoad, che vince su Zebstrika grazie a Supersuono, ma non è in grado di resistere ad Emolga. Rimasto senza Pokémon, Ash abbozza una tattica con Snivy, che però viene sconfitto facilmente essendo debole agli attacchi volanti. Pikachu si impone poi nella lotta, eliminando prima Emolga e infine la “Regina Elettro” di Camelia, Tynamo. |                   |                   |
| 708                                                | Caccia al timbro! 「サトシ、デントVSサブウェイマスター！」 - Lost at the Stamp Rally! | 6 ottobre 2011    | 1º maggio 2012    |
| 708                                                | Spighetto partecipa alla Caccia ai Timbri dei Capimetrò, gara nella quale deve raccogliere sessanta timbri sparsi per la metropolitana. Ash ed Iris si concedono una giornata di relax e si imbattono in un’Axew che ha perso la sua allenatrice. La ragazza, Irina, viene aiutata da Spighetto e la coppia si ritrova anche grazie ad Andy e Torn. Ash e Spighetto lottano contro i capimetrò, ma ne escono sconfitti. Il gruppo di gode il tramonto di Sciroccopoli sulla ruota panoramica. |                   |                   |
| 709                                                | Ash contro il Campione! 「サトシVSチャンピオン・アデク！」 - Ash Versus the Champion! | 13 ottobre 2011   | 9 maggio 2012     |
| 709                                                | Ad una fiera di artisti di strada ed ambulanti, Ash e Diapo incontrano Nardo, Campione di Unima dal carattere facetamente burlone, e gli chiedono una lotta. Durante lo scontro con Ash, Nardo si comporta come sempre in maniera distratta e poco seria e l’atteggiamento del Campione delude Diapo, che se ne va seccato. Nardo viene poi consultato per il caso di un Gigalith inferocito alla fiera, dove egli si svela in realtà una persona saggia e generosa dando utili consigli al gruppo. |                   |                   |
| 710                                                | Lo straordinario trio Maractus! 「虹の彼方へ！マラカッチでミュージカル！！」 - A Maractus Musical! | 27 ottobre 2011   | 10 maggio 2012    |
| 710                                                | Sulla strada per Libecciopoli, Ash, Iris e Spighetto aiutano Toby e i suoi tre Maractus a perfezionare il loro un numero per il Pokémon Musical di Sciroccopoli, che nel mentre vogliono mostrare alla Gara di Performance Pokémon. Il ragazzo ha il sogno di ravvivare la sua città natale, ora svuotatasi e impoveritasi a causa della chiusura di una miniera, proprio con le stesse performance Pokémon che un tempo ne rallegravano gli abitanti. Spighetto propone una lotta tripla per migliorare la coordinazione dei Maractus. Alla fine Toby e i Maractus hanno successo alla Gara e la vincono. Prima apparizione di Lilligant. |                   |                   |
| 711                                                | Le quattro stagioni di Sawsbuck! 「メブキジカ！ 春夏秋冬勢揃い！！」 - The Four Seasons of Sawsbuck! | 3 novembre 2011   | 11 maggio 2012    |
| 711                                                | Ash e i suoi amici fanno la conoscenza di Roberto, un fotografo che spera di emulare il nonno nello scattare una foto ritenuta impossibile che ha come soggetto le quattro forme stagionali di Sawsbuck contemporaneamente. Il ragazzo ha rintracciato la montagna sulla quale dovrebbero trovarsi i Pokémon e Ash, Iris e Spighetto lo accompagnano. Roberto ed Ash vengono separati dal resto del gruppo da una fitta nebbia e passano la notte nella foresta; il fotografo rammenta di quando il nonno lo avvertì di come le montagne siano luoghi soprannaturali. Quando Roberto viene avvelenato da un Amoonguss, i due ragazzi sono condotti alla fonte dove i quattro Sawsbuck lo curano. Egli scatta una foto deludente, ma si accontenta del ricordo. Una volta ritrovati Iris e Spighetto, Ash e Roberto scoprono che per i due amici sono passati solo pochi minuti. |                   |                   |
| 712                                                | Scraggy e un'ostinata Gothita! 「ズルッグとわがままゴチム！」 - Scraggy and the Demanding Gothita! | 10 novembre 2011  | 14 maggio 2012    |
| 712                                                | A furia di allenarsi assieme, Scraggy ed Axew sono diventati migliori amici, tuttavia una capricciosa Gothita si invaghisce di Scraggy e pretende che la propria allenatrice, Katharine, lo prenda in squadra facendo uno scambio con Ash. Il ragazzo inizialmente rifiuta, ma cedendo alle provocazioni di Katharine decide di giocarsela con una lotta. Tepig fortunatamente sconfigge il Mandibuzz della ragazza. Durante la notte Gothita si caccia nei guai infastidendo un Garbodor mettendo in pericolo anche Scraggy e Axew; Snivy salva la situazione e redarguisce Gothita, che vuole battersi con lei sentendosi offesa. Snivy umilia Gothita in lotta e ancora una volta Scraggy è salvo. |                   |                   |
| 713                                                | Il Deino solitario! 「アイリスとモノズ！育て屋修行！！」 - The Lonely Deino! | 24 novembre 2011  | 15 maggio 2012    |
| 713                                                | Ash e Iris tentano di catturare due Deino vivaci, che però già appartengono a degli allenatori. I due draghi sono infatti sotto la custodia di Bobby, che gestisce una Pensione Pokémon. Presso la struttura è presente anche un terzo Deino, che però a differenza degli altri due è molto timido e non vuole mangiare perché ancora spaesato senza il proprio allenatore. Ash e il gruppo aiutano Bobby a prendersi cura di tutti i Pokémon alla pensione, ma Iris in particolare ha a cuore Deino. Ispirandosi alla Vecchia Saggia del Villaggio dei Draghi, che con la pazienza e le parole aiutò un Druddigon, Iris riesce ad avvicinare Deino, che si affeziona a lei. Quando l’allenatore del Pokémon fa ritorno, Deino la ringrazia e Iris deve dirgli addio a malincuore. Il Team Rocket giunge al Tempio Abbondanza di Landorus sull’Isola di Milos per la sua nuova operazione. |                   |                   |
| 714                                                | Accelguardiano, alla riscossa! 「怪傑ア☆ギルダーVSフリージ男！」 - The Mighty Accelguard to the Rescue! | 1º dicembre 2011  | 16 maggio 2012    |
| 714                                                | Ash arriva a Libecciopoli e incontra il capopalestra Rafan, che però gli rifiuta la lotta in palestra perché impegnato. L’allenatore si imbatte allora in un motociclista di nome Charles e il suo Accelgor. Durante un furto al mercato, appare il “potente Accelguardiano”, l’eroe cittadino che a causa della sua goffaggine non è tuttavia utile quanto vorrebbe. Linda, un’amica di Charles che ha capito che il ragazzo è invero il potente Accelguardiano, scopre i progetti di una banda criminale di Libecciopoli, ma ne rimane prigioniera. Ash, Charles ed Accelgor sgomineranno i cattivi. Il Team Rocket distrugge il Cuneo del Fulmine del santuario di Tornadus. |                   |                   |
| 715                                                | Appello all'amore fraterno! 「デントとポッド兄弟バトル！バオップVSヤナップ！！」 - A Call for Brotherly Love! | 8 dicembre 2011   | 17 maggio 2012    |
| 715                                                | Chicco si trova per caso a Libecciopoli e ritrova Spighetto, al quale chiede una lotta, che però vince quest’ultimo in maniera schiacciante col suo Pansage sconfiggendo Pansear. Frustrato, Chicco litiga sia con Spighetto che con Pansear. Una chiamata con Maisello chiarisce la questione: Chicco è crisi perché non riesce più a vincere una lotta e non capisce dove sbaglia; è allora scappato dalla palestra ma senza soluzione. Fatta pace con tutti, il ragazzo accetta i consigli del fratello, che dopo una valutazione dall’ottimo esito gli consiglia di variare il tipo di attacchi di Pansear per coprirne le debolezze. Il gruppo decide così di aiutare il Pokémon ad apprendere Solarraggio, cosa che gli riesce con successo. Ha quindi luogo una lotta tra Chicco ed Ash, che schiera Oshawott. Ancora una volta il Pokémon Lontra subisce una sconfitta nonostante il vantaggio di tipo sull’avversario; Pansear infatti vince con determinazione. Chicco torna alla palestra di Levantopoli. Il Team Rocket distrugge anche il secondo Cuneo del Fulmine, quello del santuario di Thundurus. |                   |                   |
| 716                                                | Stop all'ira delle leggende! (prima parte) 「トルネロスVSボルトロスVSランドロス！（前編）」 - Stopping the Rage of Legends! (Part 1) | 15 dicembre 2011  | 18 maggio 2012    |
| 716                                                | Rafan incarica Ash di procurargli della Vitalerba come requisito per poter lottare. Charles lo indirizza all’Isola di Milos, luogo tipico di questo rimedio. Arrivati sull’isola, Ash e i suoi amici incontrano Lewis, che tuttavia fa loro sapere come la Vitalerba sia seccata e il terreno sterile; egli racconta loro anche della leggenda locale, di come Landorus, rinvigorito dalla pianta datagli da un Gothorita, abbia messo fine alla rivalità tra Tornadus e Thundurus. Questi due Pokémon, adirati e liberati dalla distruzioni dei Cunei del Fulmine dei loro santuari, appaiono ai ragazzi quando questi tentano un rituale della pioggia. Lewis spiega ad Iris di aver bisogno di una sacerdotessa per potere evocare Landorus e l’allenatrice accetta l’incarico. |                   |                   |
| 717                                                | Stop all'ira delle leggende! (seconda parte) 「トルネロスVSボルトロスVSランドロス！（後編）」 - Stopping the Rage of Legends! (Part 2) | 22 dicembre 2011  | 29 maggio 2012    |
| 717                                                | Iris e Gothorita chiamano a sé il Pokémon Fertilità, che inizia a combattere Tornadus e Thundurus. Il Team Rocket si rivela ancora una volta essere l’artefice del caos e imprigiona i Leggendari in tre teche laser fuggendo con l’elicottero di Zager. Gli allenatori danneggiano la macchina che genera le gabbie e ancora una volta costringono il team alla ritirata. Landorus, ferito dall’impatto, sta venendo sconfitto dai due litiganti, ma come per destino si avvera la leggenda; Gothorita riesce a portargli un’ultima Vitalerba di Lewis e Tornadus e Thundurus vengono sconfitti e placati con successo. I tre Pokémon mostrano al gruppo il ciclo della vita: Tornadus fa piovere, Landorus pianta le Vitalerba e Thundurus soffia sulle piante ora mature per spargerne i semi; Tornadus chiama il fulmine per bruciarle, concimare il terreno e continuare il ciclo. Ash torna a Libecciopoli con la Vitalerba. |                   |                   |
| 718                                                | Lotta contro il re delle miniere! 「地底のジム戦VSヤーコン！！」 - Battling the King of the Mines! | 5 gennaio 2012    | 4 giugno 2012     |
| 718                                                | Recapitata la Vitalerba, Ash può ora battersi con Rafan. Il Krokorok del capopalestra mette in difficoltà Oshawott con Terrempesta, ma con una Pistolacqua ad area il Pokémon di Ash è alla fine in grado di vincere il round. Il Palpitoad di Rafan è molto potente e dopo aver sconfitto Oshawott ingaggia battaglia con Snivy, che grazie al suo Attrazione è infine vittoriosa. Infine Excadrill si sbarazza di Snivy per vedersela nell’ultimo round con Roggenrola, che dopo molti colpi subiti evolve inaspettatamente in Boldore per chiudere il match in favore di Ash, che vince la sua quinta medaglia. |                   |                   |
| 719                                                | Crisi alla Cava Pietrelettrica! 「バチュル、デンチュラ！電気石の洞穴！！」 - Crisis at Chargestone Cave! | 12 gennaio 2012   | 5 giugno 2012     |
| 719                                                | Dei Joltik e Galvantula si aggirano in cerca di elettricità fuori dalla Cava Pietrelettica, loro usuale luogo di stanziamento. Il Team Rocket infatti ha cacciato i Pokémon dal loro habitat per prelevare dalla grotta le sue particolari pietra cariche di elettricità come fonte di energia per i suoi prossimi progetti. La professoressa Aralia è anch’ella presente sul luogo per condurre degli studi e si accorge delle anomalie. Ash, Iris, Spighetto e Belle, unitasi nuovamente al gruppo per raggiungere proprio Aralia per fare uno scambio evolutivo, aiutano la professoressa e le famiglie di Galvantula individuando il Team Rocket e sconfiggendolo in una lotta. Il Dwebble di Spighetto si evolve in Crustle. Jessie, James e Meowth fuggono comunque con dei campioni di roccia e i Pokémon tornano alla loro vita. |                   |                   |
| 720                                                | Un avvincente scambio evolutivo! 「通信交換進化！シュバルゴとアギルダー！！」 - Evolution Exchange Excitement! | 19 gennaio 2012   | 6 giugno 2012     |
| 720                                                | Aralia e Belle possono ora scambiare i loro Karrablast e Shelmet per farli evolvere. La professoressa propone una lotta per raccogliere dati prima dello scambio, ma viene interrotta da un’interferenza elettrica agli strumenti tecnologici. Il gruppo scopre che un Klinklang ha una penna incastrata tra i suoi ingranaggi e per questo rilascia una quantità eccessiva di energia che interferiva con quella della grotta. Aralia e Belle fanno lo scambio e ottengono rispettivamente Accelgor ed Escavalier, ma Belle non riesce a controllare il proprio Pokémon e Aralia propone una lotta multipla. Ash e Spighetto vincono contro Aralia e Belle, che ora lega di più con Escavalier e lascia il gruppo. Appare improvvisamente Gasparago Aralia, padre della professoressa. |                   |                   |
| 721                                                | Esploratori delle rovine dell'Eroe! 「黒き英雄の遺跡！シンボラーとデスカーン！！」 - Explorers of the Hero's Ruin! | 26 gennaio 2012   | 22 giugno 2012    |
| 721                                                | Il professor Aralia è in zona perché ha individuato le Rovine dell’Eroe, il luogo dove l’antico paladino degli ideali evocò Zekrom. Ash, Iris e Spighetto lo seguono all’avventura e superano insieme a lui numerosi tranelli e pericoli fino a raggiungere la stanza più profonda, quella dello Scurolite. Il gruppo viene attaccato dai guardiani Sigilyph e Cofagrigus perché Gasparago ha trafugato la pietra, e trova l’antro dove con essa visualizza le incisioni su roccia dell’incontro tra l’eroe e il Leggendario. Messi alla prova dai guardiani, gli allenatori connettono il loro cuore a quelli dei Pokémon rivivendo le proprie esperienze e vengono perdonati e condotti all’uscita. Il Krokorok con gli occhiali da sole è ancora sulle tracce di Ash. |                   |                   |
| 722                                                | Lotta al bullo! 「ダブルバトル！ピカチュウ・ワルビルVSペンドラー・ガマゲロゲ！！」 - Battling the Bully! | 2 febbraio 2012   | 3 settembre 2012  |
| 722                                                | Ancora una volta lo scontro tra Krokorok e Pikachu finisce in un’esplosione che li scaraventa lontano. Pikachu finisce tra le braccia di un bambino, Mick, che sta cercando un Pokémon per battere i suoi amici-nemici Glenn e Sean. Ash recupera i due Pokémon e insegna a Mick i rudimenti della lotta. Al campetto si svolge una lotta doppia tra Mick, che utilizza Pikachu e Krokorok, e Glenn e Sean con Seismitoad e Scolipede. Quando Glenn, persa la lotta, tenta di picchiare Mick, Ash interviene e il gruppo gli fa capire i suoi sbagli e mancanze. Tornata la pace tra i bambini, Krokorok vuole saldare i conti con Pikachu una volta per tutte, ma perde definitivamente. Vedendolo solo e senza scopo, Ash chiede al Pokémon di unirsi alla sua squadra, invito che esso accetta entusiasta. |                   |                   |
| 723                                                | Buono, Bouffalant! 「アフロでGO！バッフロンはNO ! !」 - Baffling the Bouffalant! | 16 febbraio 2012  | 3 settembre 2012  |
| 723                                                | Ash e i suoi amici si fermano a fare uno spuntino, a loro insaputa, nel territorio di un branco di Bouffalant, che lo difendono molto gelosamente. In uno scontro Iris viene separata da Ash e Spighetto e rimane con Snivy, Oshawott e Tepig. La ragazza incontra l’Infermiera Joy con indosso una buffa parrucca afro che le spiega come questa acconciatura protegga dai Bouffalant, poiché eccezionalmente riconoscono come simili coloro che l’abbiano. Iris cura un Bouffalant ferito grazie al lavoro di squadra dei tre Pokémon di Ash e proprio questo esemplare la salverà in seguito dall’aggressione di altri del suo branco. Alla fine gli amici si ricongiungono e, usciti dal territorio dei Bouffalant, proseguono il loro viaggio. |                   |                   |
| 724                                                | Spighetto spicca il volo! 「フキヨセジムのエアバトル！挑戦者デント！？」 - Cilan Takes Flight! | 23 febbraio 2012  | 10 settembre 2012 |
| 724                                                | Ash giunge a Ponentopoli e, arrivato subito alla palestra, incontra Anemone, la capopalestra. A causa dell’alto numero di sfidanti ella ha sviluppato delle lotte immaginarie chiamate “lotte pindariche” che si basano solo sulla combinazione teorica tra i tipi. Giudicandolo oltraggioso, Spighetto la sfida ad una vera lotta, ma purtroppo per lui Anemone vince e conferma la previsione della lotta pindarica. Ash, spalleggiato dal nonno della capopalestra che non approva il comportamento della nipote, ottiene anch’egli un vero incontro per dimostrare che nulla è prevedibile. |                   |                   |
| 725                                                | Una straordinaria lotta aerea! 「フキヨセジム！VSフウロ空中決戦！！」 - An Amazing Aerial Battle! | 1º marzo 2012     | 10 settembre 2012 |
| 725                                                | Ash sceglie subito di provare le capacità di Krokorok, che nonostante Pietrataglio non riesce ad avere la meglio su Swoobat. Gli altri due Pokémon dell’allenatore sono Tranquill e Pikachu, che si dividono le lotte contro Unfezant e Swanna. Durante l’ultimo scontro tra Swanna e Tranquill, il Pokémon di Ash si evolve in Unfezant ed è capace di rimontare e battere l’avversario. Anemone riconosce che lo spirito e il cuore delle lotte non possono essere sostituiti dalle lotte pindariche e conferisce la Medaglia Jet ad Ash. |                   |                   |
| 726                                                | In cima alla Torre del Successo! 「難関突破！天空の塔を登れ！！」 - Climbing the Tower of Success! | 8 marzo 2012      | 17 settembre 2012 |
| 726                                                | Diretti a nord verso Mistralopoli, Ash, Iris e Spighetto si imbattono nuovamente in Stephan, che si sta recando alla Torre di Ponentopoli per l’annuale Festival della Campana dei Desideri, al quale anche loro si iscrivono. Gli allenatori gareggiano con un solo Pokémon come partner e la competizione prevede una serie di prove varie ad eliminazione (quiz, imitazioni ecc.) fino alla scalata della Torre. All’ultima prova rimangono Ash, un ragazzo di nome Ricky e Stephan, che grazie ad un Litwick malandrino vince il Festival; il ragazzo suona la campana chiedendo di vincere il Torneo Donamite. |                   |                   |
| 727                                                | Ha inizio il torneo Donamite! 「ドンナマイト開幕！ ズルッグVSヤナッキー！！」 - The Clubsplosion Begins! | 15 marzo 2012     | 17 settembre 2012 |
| 727                                                | Ad Ambigopoli ha inizio il Torneo Donamite, anche questo sponsorizzato da Don George e dal suo Club di Lotta Pokémon. Come per il Torneo del Club, anche qui giungono tutti i rivali di Ash, Iris e Spighetto. A differenza dell’altra competizione, questo evento è focalizzato sulla lotta corpo a corpo e solo un Pokémon può essere iscritto. Stephan, Spighetto ed Ash passano il primo turno e Scraggy impara, seppure sia ancora molto difettoso, Focalcolpo. Iris e Burgundy iniziano la loro lotta. Prima apparizione del Conkeldurr di Diapo e di Simisage. |                   |                   |
| 728                                                | Nuove emozioni al torneo Donamite! 「どんどん続くよドンナマイト！クリムガンVSキリキザン！！」 - Search for the Clubultimate! | 22 marzo 2012     | 24 settembre 2012 |
| 728                                                | Excadrill ha parecchi problemi con il Dewott di Burgundy, che si è allenato e ha imparato Vendetta, ma alla fine prevale ed Iris accede al secondo turno, così come Georgia con il suo Bisharp e soprattutto Montgomery, il detentore del titolo, insieme al suo fortissimo Throh. Inizia la lotta tra Belle, il cui Pignite è ora un imponente Emboar, e Diapo, che schiera Conkeldurr. Lo scontro pare essere a senso unico in favore del ragazzo quando Emboar sta per essere colpito da un fatale Pietrataglio. |                   |                   |
| 729                                                | Il torneo Donamite si infiamma! 「熱闘ドンナマイト！キリキザンVSエンブオー！！」 - A Clubsplosion of Excitement! | 29 marzo 2012     | 24 settembre 2012 |
| 729                                                | A sorpresa Emboar conosce la mossa Lancio, con la quale raccoglie le pietre e le rispedisce al mittente. Utilizzandola anche per i blocchi di cimento di Conkeldurr, il Pokémon vince la lotta e Diapo viene eliminato per la seconda volta di fila al primo turno. Arrivato il momento dei quarti di finale, scende in campo Spighetto contro Stephan; Pansage però nulla può contro Sawk. Ash sfida Betty e il suo Simipour, che Scraggy riesce a mettere al tappeto dopo qualche difficoltà. Il terzo quarto di finale si disputa tra Belle e Georgia, dove Bisharp, tipo Acciaio, viene facilmente sconfitto da Emboar, permettendo all’allenatrice di Soffiolieve di raggiungere la semifinale. Montgomery poi sconfigge facilmente Iris. |                   |                   |
| 730                                                | Il vincitore del torneo Donamite! 「決戦ドンナマイト！ナゲキVSダゲキ！！」 - Commanding the Clubsplosion Crown! | 5 aprile 2012     | 1º ottobre 2012   |
| 730                                                | Le ultime fasi del Torneo Donamite vedono svolgersi le semifinali. Belle e Stephan aprono le danze, tuttavia Sawk si dimostra troppo superiore ad Emboar grazie ai potenti Colpo Karate e Stephan raggiunge la finale. La seconda semifinale vede fronteggiarsi Ash e Montgomery. Scraggy tenta di opporsi al granitico Throh scagliando vari Focalcolpo senza che però questi vadano a segno. L’impreparazione del Pokémon gli è fatale e Throh vince agilmente. La fine tra Throh e Sawk è particolarmente tesa e agguerrita a causa della mossa segreta del primo, Legatutto, e dell’agilità e potenza del secondo. Sawk riesce a spuntarla e Stephan vince il torneo, che vede realizzata la sua richiesta alla Campana dei Desideri. |                   |                   |
| 731                                                | Lotta al ladro di foglie! 「キバゴ救出！アイアントの巣窟！！」 - Battling the Leaf Thieves! | 12 aprile 2012    | 1º ottobre 2012   |
| 731                                                | Swadloon si evolve in Leavanny durante un allenamento con Emolga e produce dei vestiti di foglia per tutti i suoi amici. Più tardi, durante un pisolino del gruppo, dei Durant in cerca di foglie da mangiare portano un dormiente Axew nella loro tana. Ash, Iris e Spighetto vanno a recuperarlo e usano il Millebave di Leavanny come filo di Arianna. Trovati i Durant utilizzando Ash e Scraggy ricoperti di foglie come esche, gli allenatori portano in salvo Axew e lasciano mangiare in pace i Durant. |                   |                   |
| 732                                                | Una sfida rigenerante! (prima parte) 「ネジ山の激闘！アバゴーラの奇跡！！ (前編）」 - A Restoration Confrontation! (Part 1) | 19 aprile 2012    | 8 ottobre 2012    |
| 732                                                | Ash e i suoi amici attraversano il Monte Vite, dove incontrano un archeologo, Ferris, che ha appena trovato un Fossiltappo. Il ragazzo sostiene di aver già incontrato un Tirtouga quando era bambino: durante un’esplorazione con gli amici, Ferris accedette casualmente ad un mondo antico dove fece amicizia con Tirtouga, che però dovette lasciare tornando nel proprio mondo, non senza prima avergli ceduto il pendaglio che aveva al collo; purtroppo Ferris non lo ha più rivisto. Il Team Rocket piomba sulla scena rubando il fossile per rivitalizzarlo. Il Dottor Zager ha infatti individuato una distorsione spazio-tempo nelle viscere del monte e con l’energia vitale di Tirtouga vuole stabilizzarla per impossessarsi dei Pokémon antichi. Tirtouga, tornato alla vita, dirotta l’elicottero di Zager e scappa, seguito da Ash e Ferris, il quale ha compreso che il Pokémon è il suo amico del passato poiché ha ritrovato il pendaglio nel fossile. |                   |                   |
| 733                                                | Una sfida rigenerante! (seconda parte) 「ネジ山の激闘！アバゴーラの奇跡！！ (後編）」 - A Restoration Confrontation! (Part 2) | 26 aprile 2012    | 8 ottobre 2012    |
| 733                                                | Ash e Ferris si ritrovano con Iris, Spighetto e Sierra, amica dell’archeologo, e salvano Tirtouga, che poco dopo si evolve in Carracosta. Il Pokémon sente le voci dei suoi simili provenire dall’altra dimensione e si reca al varco, seguito dai suoi amici nonché dal Team Rocket. Jessie, James e Meowth imprigionano Carracosta e aprono il portale, ma vengono fortunatamente sconfitti dal gruppo e scappano ancora una volta con Zager; durante la colluttazione Carracosta riconosce finalmente in Ferris il bambino di tanti anni prima, tuttavia i due si devono dire addio perché il varco si sta chiudendo per sempre. Ferris dona a Carracosta il proprio ciondolo come simbolo della loro amicizia eterna e si salutano per l’ultima volta. |                   |                   |
| 734                                                | Un'evoluzione infuocata! 「炎のメモリー！ポカブVSエンブオー！！」 - Evolution by Fire! | 3 maggio 2012     | 15 ottobre 2012   |
| 734                                                | Fermatosi a Villaggio delle Astilbe per pernottare, Ash visita il Club di Lotta Pokémon del luogo e ivi si imbatte in Shamus, un prepotente allenatore specialista del tipo Fuoco niente po’ po’ di meno che il primo allenatore di Tepig, che venne da lui abbandonato a Quattroventi. Tepig, nonostante tutto il tempo con Ash, non ha ancora dimenticato Shamus, non essendo riuscito a superare il trauma dell’abbandono. Don George propone di sedare il litigio con una lotta doppia, ma Tepig non riesce a lottare contro il vecchio amico. Quando Shamus gli rivela di aver finto tristezza per la sua liberazione e Snivy lo esorta a riprendersi, Tepig si evolve in Pignite, apprende Fiammapatto e sconfigge gli avversari Heatmor ed Emboar. Shamus gli offre di tornare con sé, ma Pignite rifiuta. |                   |                   |
| 735                                                | Il guardiano della montagna! 「ハチク登場！ウルガモスの聖なる山 ! !」 - Guarding the Guardian of the Mountain! | 10 maggio 2012    | 15 ottobre 2012   |
| 735                                                | Ash, Iris e Spighetto rimangono quasi travolti da dei massi durante l’attraversamento di un passo montano, quasi giunti a Mistralopoli. Vengono prontamente salvati da Silvestro, ex stella del cinema d’azione di Unima insieme al suo Beartic. Ash chiede al maestro di arti marziali di potersi allenare con lui, ma improvvisamente una cupa annuvolamento fa sospettare a Silvestro che il Guardiano della Montagna, il Pokémon Sole Volcarona sia in pericolo. Esso è infatti cacciato da un bracconiere, che con i suoi Jellicent ingaggia una lotta prima con Ash e poi con Silvestro, perdendo miseramente. Il cacciatore viene arrestato, Volcarona liberato e Silvestro rivela ad Ash di essere il capopalestra di Mistralopoli, che già si vede alle falde del monte. |                   |                   |
| 736                                                | Attenzione: Pericolo Ghiaccio! 「セッカジム戦！氷のバトルフィールド！！」 - Caution: Icy Battle Conditions! | 17 maggio 2012    | 22 ottobre 2012   |
| 736                                                | Alla palestra di Mistralopoli Ash disputa l’incontro per la sua settima medaglia contro Silvestro, che sceglie di schierare Vanillish, Cryogonal e Beartic; Ash invece opta per Scraggy (alla sua prima lotta in palestra), Krokorok e Pignite. Scraggy porta a casa la vittoria constro Vanillish, ma viene facilmente sconfitto da Cryogonal. Pignite utilizza Fiammapatto per liberarsi del Pokémon Cristallo ma non supera Beatric, l’asso di Silvestro. Dopo una dura lotta, Beartic è alla fine sconfitto da Krokorok che, ispirato dall’Emboar di Belle al Torneo Donamite, utilizza le rocce di Pietrataglio come arma bianca. Ash vince la sua settima medaglia di Unima. |                   |                   |
| 737                                                | Scontro tra intenditori! 「ポケモンソムリエ対決！テイスティングバトル！！」 - Clash of the Connoisseurs! | 24 maggio 2012    | 22 ottobre 2012   |
| 737                                                | Nel momento in cui l’Infermiera Joy annuncia ad Ash la momentanea chiusura della palestra di Boreduopoli, sua prossima meta, Spighetto, in quanto Intenditore di Categoria A, viene ingaggiato da Mr. Hatterly, un ricco signore di Mistralopoli, per scegliere il Pokémon iniziale per la figlia Marigold. Ad attendere Spighetto all’enorme villa di Hatterly c’è anche un contendente, un altro Intenditore di Categoria A: l’istrionico Ricard Nouveau. Costui opta per un Petilil in quanto Pokémon aggraziato e raffinato, ma Spighetto, che ha sentito un aroma particolare addosso alla bambina, non è d’accordo. I due si sfidano per decidere chi ha ragione e ha primeggiare è proprio Spighetto. Il Pokémon prescelto è un Foongus con cui la bambina ha già stretto amicizia. Il maggiordomo di Mr. Hatterly consiglia ad Ash di recarsi alla palestra di Zondopoli. |                   |                   |
| 738                                                | Attenti ai Ferroseed! 「テッシード研究所！アイリスとバイバニラ！！」 - Crisis at Ferroseed Research! | 31 maggio 2012    | 29 ottobre 2012   |
| 738                                                | Prima di imbarcarsi sul battello per Zondopoli, Ash, Iris e Spighetto si imbattono in un Vanilluxe che appartiene guarda caso a Georgia, in città per visitare il Centro Studi Ferroseed, dove viene studiato il muschio di questi Pokémon per gli utilizzi più disparati. Gli esperimenti condotti con le pietre della Cava Pietrelettrica degenerano nella produzione di un muschio elettrico di natura invasiva da parte dei Ferroseed, sovraccarichi di energia. Iris, che si trova da sola con Vanilluxe, scopre che è il ghiaccio ad uccidere il muschio, e insieme a Georgia e Beartic salva la situazione. Il gruppo salpa per Zondopoli. |                   |                   |
| 739                                                | Evviva le guardie di Unima! 「映画対決！出撃イッシュ防衛隊！！」 - An Epic Defense Force! | 7 giugno 2012     | 29 ottobre 2012   |
| 739                                                | Spighetto è emozionatissimo di essere giunto a Zondopoli in quanto la città è sede delle più importanti case di produzione cinematografica di Unima. Il gruppo rivede Luke, sul posto per partecipare ad una competizione per giovani registi dello studio Pokéwood, al quale il ragazzo conduce i suoi amici per girare insieme a loro il suo prossimo film. Durante le riprese, Ash incontra e aiuta un misterioso Pokémon con il potere dell’invisibilità sulle cui tracce ci sono Jessie, James e Meowth. Luke vince il primo premio della gara cinematografica, superando il suo rivale Jules. |                   |                   |
| 740                                                | Sfida alla palestra di Zondopoli! (prima parte) 「激闘タチワキジム！VSホミカ！！ (前編）」 - Rocking the Virbank Gym! (Part 1) | 14 giugno 2012    | 5 novembre 2012   |
| 740                                                | Ash apprende da altri allenatori che il capopalestra locale è il più forte di Unima e sconfigge tutti gli sfidanti con solo un Pokémon di tipo Veleno. Con grande sorpresa per l’allenatore, la palestra è un locale underground di musica punk dove suonano i Koffing and the Toxics, la cui leader, Velia, è proprio la capopalestra, che preso Ash in simpatia, stabilisce una lotta 6 contro 3. Nel frattempo il raro Pokémon misterioso in fuga ha continuato a seguire Ash e tifa per lui. Velia apre con il suo imbattibile Koffing, che sconfigge consecutivamente Boldore ed Unfezant. Ash escogita una strategia creativa con Leavanny, che grazie alla combinazione Millebave-Energipalla mette KO Koffing. Scolipede però si sbarazza in fretta del terzo Pokémon di Ash. |                   |                   |
| 741                                                | Sfida alla palestra di Zondopoli! (seconda parte) 「激闘タチワキジム！VSホミカ！！ (後編）」 - Rocking the Virbank Gym! (Part 2) | 14 giugno 2012    | 5 novembre 2012   |
| 741                                                | Continua la dura lotta tra Velia ed Ash, che chiama in campo Pignite. Nonostante l’avvelenamento da parte di Scolipede, il Suinfuoco è capace di sconfiggerlo grazie ancora a Fiammapatto. Prima di continuare la sfida, Velia gli lancia una Baccapesca per guarirlo, non apprezzando di avere un vantaggio ingiusto verso l’avversario. L’ultimo Pokémon di Velia è Garbodor, che si sbarazza sia di Pignite che di Palpitoad. Pikachu, l’ultima risorsa di Ash, tiene testa a Garbodor, ma alla fine pare non farcela. Grazie al sostegno di Iris e Spighetto, Pikachu ed Ash trovano la forza per batterlo e vincere la Medaglia Arsenico. |                   |                   |

## Pocket Monsters Best Wishes! Season 2
La serie Pocket Monsters Best Wishes! Season 2 è composta dagli episodi finali della quindicesima stagione Pokémon Nero e Bianco: Destini Rivali, e dagli episodi della sedicesima stagione, Pokémon Nero e Bianco: Avventure a Unima e altrove. In Giappone è suddivisa in tre archi narrativi: Pocket Monsters Best Wishes! Season 2, Pocket Monsters: Best Wishes! Season 2: Episode N e Pocket Monsters: Best Wishes! Season 2: Decolora Adventure!.

### Pokémon Nero e Bianco: Destini Rivali
| Nº                                                 | Titolo italiano Giapponese 「Kanji」 - Inglese | In onda           | In onda          |
| Nº                                                 | Titolo italiano Giapponese 「Kanji」 - Inglese | Giapponese        | Italiano         |
| Pokémon Nero e Bianco: Destini Rivali (49 episodi) | |                   |                  |
| 742                                                | Tutto per amore di Meloetta! 「歌えメロエッタ！愛の旋律！！」 - All for the Love of Meloetta! | 21 giugno 2012    | 12 novembre 2012 |
| 742                                                | Quando Ash viene informato dall’Infermiera Joy che la Lega di Unima non comincerà che in tre mesi, i ragazzi decidono di prendersela comoda e gustare dei Bearticoni. Ad una bancarella di questi gelati rivedono Camilla, ad Unima per presenziare alla Coppa Junior del Pokémon World Tournament di Fortebrezza. Con lei si dirigono al porto per partire alla volta di Spiraria. Durante il tragitto, il gruppo si imbatte in Meloetta, il misterioso Pokémon che fugge dal Team Rocket e segue Ash, in stato febbricitante a causa di un tentativo di cattura da parte di Jessie, James e Meowth. Oshawott si innamora di Meolotta, che una volta guarita se ne va. Iris ed Axew chiedono a Camilla una lotta col suo Garchomp, ma ovviamente sono sconfitti. Gli allenatori prendono l’idrovolante per Spiraria, sul quale si imbarca anche Meloetta, e a destinazione li aspetta Lucinda.                                                                              |                   |                  |
| 743                                                | Piplup, Pansage e l'incontro del secolo! 「ポッチャマVSヤナップ華麗なるバトル」 - Piplup, Pansage, and a Meeting of the Times! | 28 giugno 2012    | 12 novembre 2012 |
| 743                                                | Camilla spiega che nell’Unima Orientale vi sono Pokémon anche di altre regioni e, arrivati al porto di Spiraria, gli allenatori vengono accolti da Jervis, il maggiordomo della donna. Meleotta si palesa di fronte a loro e si unisce al gruppo, senza che alcuno sospetti che esso sia ancora pedinato dal Team Rocket. Ash e i suoi amici sono invitati a soggiornare alla villa estiva di Camilla e lì ritrovano Lucinda e Piplup, ad Unima per la Coppa Junior e per trovare nuove ispirazioni. Vengono fatte le presentazioni tra i vari Pokémon; Cyndaquil si è evoluto in Quilava e con Meleotta ora visibile anche di fronte a Lucinda, Piplup ed Oshawott diventano rivali in amore. Spighetto vuole fare una valutazione di Lucinda tramite una lotta, che lei accetta. Piplup mostra le mirabolanti combinazioni da gara contro Pansage, ma la sfida finisce in parità.                                                                                          |                   |                  |
| 744                                                | Spedizione all'isola degli Onix! 「イワークの島でサバイバル！」 - Expedition to Onix Island! | 5 luglio 2012     | 19 novembre 2012 |
| 744                                                | Mentre Ash, Iris e Spighetto si stanno allenando sulla spiaggia per il Pokémon World Tournament, Lucinda propone loro, su consiglio di Jervis, una gita ad un’isola deserta nota per un Onix speciale. Approdati sull’isola, gli allenatori si godono del relax prima dell’esplorazione, che non va poi a buon fine per via di alcuni Onix che li separano. Nel tentativo di ritrovarsi, il gruppo di Ash e Spighetto assiste alla Forma Danza di Meloetta per combattere altri Onix; Oshawott inoltre apprende Idropompa. Riunitisi, i ragazzi finalmente vedono l’Onix shiny e, contenti, tornano alla villa di Camilla con Jervis. Il Team Rocket inizia a scandagliare il fondale marino per delle rovine, in vista del suo prossimo piano. |                   |                  |
| 745                                                | Il mistero del Cubchoo scomparso! 「ソムリエ探偵デント！消えたクマシュンの謎！！」 - The Mystery of the Missing Cubchoo! | 19 luglio 2012    | 19 novembre 2012 |
| 745                                                | Dopo una quotidiana sessione d’allenamento alla villa di Camilla, il vicino di casa della Campionessa, Chris, chiede l’aiuto degli allenatori perché dalla sera precedente non trova più il proprio Cubchoo. Spighetto, da intenditore di indagini, guida la ricerca. Dopo diverse ipotesi e congetture, Cubchoo compare insieme al suo nuovo amico selvatico Larvitar, svelando il mistero. Chris decide di partire per un viaggio insieme ai due Pokémon. Jessie, James e Meowth continuano la preparazione del piano alle Rovine degli Abissi. |                   |                  |
| 746                                                | Iris e il Dragonite impetuoso! 「アイリスと暴れ者カイリュー！」 - Iris and the Rogue Dragonite! | 26 luglio 2012    | 26 novembre 2012 |
| 746                                                | Un fiero Dragonite rimane ferito in seguito ad uno scontro con un Hydreigon e, alla ricerca di un rifugio, irrompe nella centrale elettrica di Spiraria, danneggiandola. La polizia chiama a sé degli allenatori per catturarlo e consegnarlo alla giustizia, credendo che ci sia intenzionalità dietro le sue azioni distruttrici. Iris si schiera dalla parte del drago e riesce a capire la verità connettendosi alla sua memoria. Ash, Spighetto e Lucinda trovano le prove video per supportare la versione di Iris, che salva il Pokémon. Riconoscente per la comprensione e coraggio della ragazza, Dragonite si unisce alla sua squadra. |                   |                  |
| 747                                                | La Coppa Junior ha inizio! 「ジュニアカップ開幕！カイリューVSツンベアー！！」 - Jostling for the Junior Cup! | 2 agosto 2012     | 26 novembre 2012 |
| 747                                                | Ash e i suoi amici si recano a Fortebrezza per prendere parte alla Coppa Junior del Pokémon World Tournament, alla quale ad aspettarli ci sono anche Burgundy, Diapo e Georgia. Il torneo si apre con una lotta d’esibizione, che si conclude con un pareggio, tra Catlina con Gothitelle e Camilla con Garchomp. Al via del torneo vero e proprio, Diapo surclassa Burgundy; Iris, nonostante degli evidenti problemi con il testardo Dragonite, supera Georgia. Anche Ash, Spighetto e Lucinda passano il turno. |                   |                  |
| 748                                                | Iris e l'inarrestabile Dragonite! 「パワーバトル！アイリスVSヒカリ！」 - Battling Authority Once Again! | 23 agosto 2012    | 31 dicembre 2012 |
| 748                                                | I quarti di finale iniziano alla Coppa Junior. Diapo ancora una volta liquida il suo avversario con Fulmisguardo e Solarraggio di Serperior, mentre sia Ash che Spighetto superano agevolmente il turno accedendo anch’essi alle semifinali. L’ultimo quarto di finale è quello tra Lucinda ed Iris, il cui Dragonite ha avuto poco prima un confronto con Camilla. Ancora una volta Dragonite non obbedisce ai comandi della sua allenatrice, ma la sua forza mostruosa gli permette di sconfiggere Mamoswine. Viene disputata subito la prima semifinale tra Diapo e Spighetto, rivincita dello scontro di primo turno al Torneo del Club. Serperior è troppo superiore a Crustle, che viene sconfitto con Radicalbero. Iris e Ash iniziano la loro semifinale, anch’essa un’altra rivincita. |                   |                  |
| 749                                                | Ash, Iris e Diapo: Sono rimasti in tre! 「サトシ、アイリス、シューティー最後のバトル」 - Ash, Iris and Trip: Then There Were Three! | 30 agosto 2012    | 1º gennaio 2013  |
| 749                                                | Contro Dragonite, Ash sceglie di mandare in campo Krokorok. Inizialmente Dragonite esegue gli ordini di Iris e la battaglia è avvincente e tesa. Quando Krokorok si evolve in Krookodile e sferra attacchi più potenti, Dragonite torna a fare di testa propria, ma questa volta perde. La finale tra Ash e Diapo vede Pignite contro Serperior, che con la sua velocità e potenza incredibili non ha problemi con il Pokémon di Ash, che ancora una volta deve fermarsi all’ultimo round di un torneo. Come da regolamento, il vincitore sfiderà Nardo. Inizia la lotta tra Serperior e il Bouffalant del Campione. |                   |                  |
| 750                                                | Addio, Torneo Junior… Ben tornata avventura! 「別れと出会いのジュニアカップ！」 - Goodbye, Junior Cup - Hello Adventure! | 6 settembre 2012  | 1º gennaio 2013  |
| 750                                                | Diapo ha finora coltivato solo la potenza per sconfiggere Nardo, ma il Campione gli dimostra che essa non è nulla senza il legame col Pokémon. Fuori dallo stadio, il gruppo fa la conoscenza di un distratto ed energetico allenatore di nome Cameron che con il suo Riolu vuole partecipare alla Coppa Junior, non sapendo suo malgrado che si è appena conclusa. Tornati alla villa di Camilla, Lucinda annuncia di partire per Johto, dove si terrà l’annuale Coppa Adriano, ma Ash la prega di lottare assieme prima di separarsi; la sfida vede i due allenatori pareggiare, lodati da Camilla per i loro progressi. La mattina dopo, il gruppo dice addio a Lucinda, e subito dopo ritrova al porto Cameron, che ha perso il volo per Ebanopoli, credendo erroneamente che la Lega di Unima sarà a Johto. Quando egli scopre che per accedere alla Lega servono otto medaglie anziché sette, Ash si propone di accompagnarlo alla più vicina palestra, a Grecalopoli. |                   |                  |
| 751                                                | In viaggio per Grecalopoli! 「セイガイハジム戦! マンタインVSダイケンキ!!」 - The Road to Humilau | 13 settembre 2012 | 2 gennaio 2013   |
| 751                                                | Nel percorrere un sentiero boschivo, Ash e Cameron si dividono accidentalmente da Iris e Spighetto. I due ragazzi si somigliano molto, condividono gli stessi sogni e accampandosi assieme diventano più amici. Il giorno seguente giungono a Grecalopoli, dove ad attenderli c’è il capopalestra Ciprian, che li conduce alla palestra dove ritrovano Iris e Spighetto. Cameron affronta Ciprian utilizzando Ferrothorn e Samurott contro Jellicent e Mantine dello specialista di tipo Acqua, che viene battuto. Cameron con la sua ottava medaglia si separa dal gruppo. |                   |                  |
| 752                                                | Problemi di disciplina! 「ポケモン保育園は大騒ぎ！ワシボンとバルチャイ！」 - Unrest at the Nursery! | 20 settembre 2012 | 2 gennaio 2013   |
| 752                                                | Sulla strada del ritorno, Ash, Iris e Spighetto visitano una Pensione Pokémon dove un Rufflet e un Vullaby si contendono le attenzioni della nuova allevatrice Layla, la cui inesperienza le impedisce di capire il problema. Spighetto la aiuta a far chiarezza e un’avventura tra le rocce renderà i due Pokémon finalmente amici. Il Team Rocket, che finora ha lasciato Meloetta con Ash così che si aprisse agli umani, ha registrato per intero il suo canto e ora si prepara a colpire. |                   |                  |
| 753                                                | Meloetta e il tempio sommerso! 「メロエッタと海底の神殿！」 - Meloetta and the Undersea Temple! | 27 settembre 2012 | 3 gennaio 2013   |
| 753                                                | Giovanni arriva ad Unima e dà il via all’Operazione Tempesta. Alla villa di Camilla, mentre Meloetta lotta contro Krookodile durante un allenamento, arriva un ragazzo col suo Golurk che era alla ricerca del Pokémon misterioso. Egli si presenta come Ridley e spiega di far parte del popolo eremita dei Protettori, il cui compito è difendere Meloetta, rapita un giorno dal Team Rocket. Proprio gli scagnozzi di Giovanni piombano alla villa e il capo in persona cattura con successo Meloetta insieme ad Ash e Pikachu, che vengono condotti alle Rovine degli Abissi, dove il canto registrato del Misterioso evoca il Verispecchio. |                   |                  |
| 754                                                | Tutti uniti per Unima! 「霊獣フォルム総進撃！イッシュ最大の危機！！」 - Unova's Survival Crisis! | 4 ottobre 2012    | 3 gennaio 2013   |
| 754                                                | Ridley, Camilla, Jervis, Iris e Spighetto si precipitano al Tempio Sommerso e Ridley spiega come I Protettori ne erano i guardiani e custodivano il Verispecchio insieme a Meloetta, che poi fece sprofondare in mare la civiltà per proteggere Unima da intenti malvagi. Lo specchio e il canto di Meloetta infatti hanno il potere di evocare le Forze della Natura Landorus, Thundurus e Tornadus e attivare la loro Forma Totem. Quando questo accade, Pikachu riesce a liberare Meloetta, la cui mancanza crea uno sbilanciamento di forze e fa impazzire Giovanni, che viene salvato da Jessie e James. Durante la battaglia, Dragonite inizia ad ascoltare Iris. Fallita l’operazione, il Team Rocket si ritira a Kanto e Meloetta placa i tre Leggendari; tornati sulla terraferma esso saluta gli allenatori e torna con Ridley in un luogo sicuro. |                   |                  |

### Pokémon Nero e Bianco: Avventure a Unima e altrove
La sedicesima stagione, nota anche con il titolo Pokémon Nero e Bianco: Avventure a Unima e altrove, viene trasmessa negli Stati Uniti dal 2 febbraio 2013. In Italia va in onda su K2 a partire dal 2 maggio 2013 ed inserita nel palinsesto di Disney XD a partire dal 15 luglio dello stesso anno. La stagione è stata rinominata negli Stati Uniti Pokémon Black & White: Adventures in Unova and Beyond a partire dal ventiseiesimo episodio, in seguito alla visita di Ash e i suoi amici delle Isole Cristalline, successivamente rinominata anche in Italia.
Cinque degli episodi appartenenti a questa stagione sono stati trasmessi in lingua italiana sull'emittente K2 prima della trasmissione inglese sulle reti CITV e Cartoon Network.
| Nº                                                          | Titolo italiano Giapponese 「Kanji」 - Inglese | In onda           | In onda           |
| Nº                                                          | Titolo italiano Giapponese 「Kanji」 - Inglese | Giapponese        | Italiano          |
| Pokémon Nero e Bianco: Avventure a Unima (45 episodi)       | |                   |                   |
| 755                                                         | Sfida in passerella! 「世界一華麗なポケモン！？チラチーノVSツタージャ！」 - Beauties Battling for Pride and Prestige! | 11 ottobre 2012   | 2 maggio 2013     |
| 755                                                         | Camilla informa Ash che sarà Forte Verdepoli ad ospitare la Lega di Unima. Il gruppo saluta la Campionessa e Jervis per mettersi in viaggio, decidendo di passare per il Villaggio dei Draghi, e sulla strada incontra le attrici della Compagnia del Giardino dei Fiori, tanto belle quanto superbe. Iris vuole vendicarsi per i loro commenti al vetriolo e fa vestire Ash e Spighetto da ragazze per accedere alla loro sede, proibita ai maschi. Moira, la prima donna della troupe, mette a dura prova i tre allenatori con una serie di lotte ardue e umilianti: chi perde finisce nel fango sottostante le pedane. Il match finale tra Moira con Cinccino ed Iris insieme allo Snivy di Ash è intenso, ma grazie all’astuzia di Iris, Moira viene sconfitta. |                   |                   |
| 756                                                         | Lotta multipla tra cielo e terra! 「大空と大地のタッグバトル！」 - A Surface to Air Tag Battle Team! | 18 ottobre 2012   | 2 maggio 2013     |
| 756                                                         | In un campo di granturco, Ash e Spighetto si cimentano in una lotta doppia con i fratelli Soren e Rocko, specializzati in attacchi combinati con i loro Braviary e Drilbur. Al duo manca però la ricetta per vincere e Spighetto consiglia loro di catturare dei Pokémon d’Acqua per bilanciare i tipi e le mosse Volante e Terra. Una lezione di pesca da parte dell’Intenditore sarà l’occasione perfetta per permettere ai due fratelli di catturare Corphish e Buizel. |                   |                   |
| 757                                                         | Ritorno a casa! 「アイリス、竜の里へ帰る！」 - A Village Homecoming! | 25 ottobre 2012   | 3 maggio 2013     |
| 757                                                         | Il gruppo arriva al Villaggio dei Draghi, paese natale di Iris, che rivede la sua amica d’infanzia Shannon, impegnata ad allevare due Zweilous. La ragazza confida agli amici come anche ella abbia il desiderio di partire per un viaggio, ma non crede in sé stessa di fronte al talento di Iris, riconosciuto dalla Vecchia Saggia. Uno dei due Zweilous si evolve in Hydreigon che, confuso dal cambiamento, inizia a seminare caos per il villaggio; Iris riesce a placare il Pokémon dando prova di essere cresciuta notevolmente. Aristride, per il quale la ragazza nutre un timore reverenziale, ha osservato la scena da lontano e si complimenta con lei invitandola alla palestra di Boreduopoli. Shannon riceve il permesso dall’anziana maestra di partire per un viaggio. |                   |                   |
| 758                                                         | Aristide contro Iris: passato, presente e futuro! 「ソウリュウジム！アイリスVSシャガ！！」 - Drayden Versus Iris: Past, Present, and Future! | 8 novembre 2012   | 4 maggio 2013     |
| 758                                                         | Ash e Spighetto accompagnano Iris a Boreduopoli, dove rivisita la prestigiosa Accademia cittadina che un tempo frequentò. L’allenatrice racconta ai suoi amici cosa successe dopo la sconfitta da parte del Maestro Drago: la Vecchia Saggia le consigliò di frequentare la scuola, ma lei non si abituò mai a quel formale ambiente; decise allora di abbandonare e di tornare al villaggio, motivo questo della sua paura verso Aristide, preside dell’Accademia. L’anziana, su invito dell’uomo, le affidò allora Axew per partire all’avventura. Alla palestra di Boreduopoli la sfida tra Aristide ed Iris vede in campo la rivincita tra Haxorus ed Excadrill, che si mettono KO a vicenda; Dragonite poi deve vedersela con Druddigon uscendone sconfitto. Iris apprende che Aristide l’ha presa in considerazione come futura capopalestra. |                   |                   |
| 759                                                         | Il Team Eevee e la Squadra di Soccorso Pokémon! 「チーム・イーブイ出動せよ！ポケモンレスキュー隊！！」 - Team Eevee and the Pokémon Rescue Squad! | 15 novembre 2012  | 8 maggio 2013     |
| 759                                                         | Su un pendio di montagna Ash e Iris precipitano in un crepaccio a causa di una frana, ma fortunatamente vengono salvati da un ragazzo di nome Virgil e dal suo Espeon. Egli fa parta di una squadra di soccorso Pokémon e utilizza un team composto da tutte le “Eeveeluzioni”, il Team Eevee. Virgil fa visitare al gruppo il ranch di famiglia nonché sede della squadra, tuttavia riceve subito una chiamata d’aiuto presso una diga attaccata da dei Cryogonal. Virgil e suo fratello maggiore Davy, aiutati da Ash e compagnia, scoprono che i Pokémon volevano solo salvare un loro simile rimasto intrappolato. Virgil dice ad Ash che anch’egli parteciperà alla Lega di Unima. |                   |                   |
| 760                                                         | Che lo spettacolo abbia inizio! 「開幕イッシュリーグ・ヒガキ大会！サトシ対シューティー！！」 - Curtain Up, Unova League! | 22 novembre 2012  | 9 maggio 2013     |
| 760                                                         | Ash raggiunge Forte Verdepoli e allo stadio della Lega ritrova i suoi amici e rivali Belle, Stephan, Virgil e Diapo. Il gruppo incontra Cameron accampato da giorni su un prato, inconsapevole che ci si debba registrare alla competizione, ma Ash riesce a fare iscrivere l’amico fuori tempo massimo. Le qualificazioni della Lega consistono in un unico match con un solo Pokémon. Ash viene sorteggiato subito contro Diapo, e mentre gli altri allenatori sono intenti a gareggiare, i due rivali iniziano la loro lotta, che vede Serperior contro Pikachu. |                   |                   |
| 761                                                         | Missione: vincere a tutti i costi! 「熱闘! ライバルバトルを勝ちぬけ！」 - Mission: Defeat Your Rival! | 29 novembre 2012  | 10 maggio 2013    |
| 761                                                         | Tutti gli amici di Ash passano il turno di qualificazione, mentre il ragazzo ha seri problemi con Diapo. Pikachu è sul punto di mollare quando con una combinazione di Energisfera e Codacciaio riesce ad abbattere Serperior. Il giorno seguente ha inizio il tabellone principale della Lega e la prima partita è Cameron contro Belle in una lotta 2 contro 2. L’eccellente difesa dell’Escavalier di Belle non riesce a resistere all’astuzia di Cameron, che con Samurott trova una breccia e lo mette al tappeto. Emboar tramite Attrazione si libera di Samurott, ma viene poi battuto dall’abilità tecnica di Riolu. |                   |                   |
| 762                                                         | Un caso di smarrimento! 「キバゴ迷子になる！」 - Lost at the League! | 6 dicembre 2012   | 13 maggio 2013    |
| 762                                                         | Ash, Virgil, Stephan e Cameron passano sia il primo che il secondo turno. Per gli ottavi di finale del giorno successivo, che prevedono scontri 3 contro 3, Ash è sorteggiato contro Stephan. Dopo l’annuncio, Axew si perde tra la folla dell’atrio dello stadio seguendo un palloncino vagante, mettendo in allarme Iris, che insieme ai suoi amici e ai loro Pokémon iniziano a cercarlo. Durante la ricerca, Oshawott mangia di nascosto le mele di un gruppo di Trubbish randagi, causando l’ira del loro protettore Garbodor. Axew viene poi trovato, ma il gruppo deve affrontare Garbodor, che si placa con le scuse e nuovo cibo. La mattina dopo inizia la sfida tra Ash e Stephan. |                   |                   |
| 763                                                         | Uno strategico cambio di scena! 「ダゲキ登場！サトシ対ケニヤン！！」 - Strong Strategy Steals the Show! | 13 dicembre 2012  | 14 maggio 2013    |
| 763                                                         | Il primo Pokémon di Stephan, Liepard, sferra potenti attacchi contro il Krookodile di Ash, che risulta però vincitore a causa delle basse difese dell’avversario. Zebstrika usa a proprio vantaggio l’avvelenamento causato dal Fangonda di Palpitoad utilizzando Facciata; i due comunque si eliminando a vicenda. L’asso di Stephan, Sawk, ingaggia una dura battaglia contro il velocissimo Leavanny, che viene comunque sconfitto. Krookodile supera Sawk permettendo ad Ash di accedere ai quarti di finale, nei quali affronterà proprio Cameron in una lotta totale 6 contro 6. L’amico inizia la lotta subito con la sua arma segreta: Hydreigon. |                   |                   |
| 764                                                         | L'arma segreta di Cameron! 「サトシ対コテツ！秘密兵器サザンドラ！！」 - Cameron's Secret Weapon! | 20 dicembre 2012  | 15 maggio 2013    |
| 764                                                         | Ash sceglie Boldore per aprire le danze contro Hydreigon, ma non è alla sua altezza e viene facilmente sconfitto. Il ragazzo decide allora di provare con Oshawott, trovando lo scetticismo dei suoi amici. Il piccolo Pokémon dimostra grande coraggio e destrezza nel tener testa al suo avversario, ma anch’esso alla fine capitola. In estrema difficoltà, Ash punta su Pignite, che riesce finalmente a togliere di mezzo Hydreigon e poi ancora Ferrothorn. Cameron si riporta in vantaggio con Samurott che ha una vittoria facile su Pignite; Pikachu ristabilisce l’equilibrio sconfiggendo lo starter e poi anche Swanna. Il colpo di scena vuole che Cameron abbia ora solamente Riolu, il suo quinto Pokémon, perché credeva che una lotta totale fosse 5 contro 5, mentre Ash ha ancora tre Pokémon. Riolu vince contro Unfezant e di fronte a Snivy, pur di vincere, si evolve in Lucario. |                   |                   |
| 765                                                         | A un passo dalla vittoria! 「決着イッシュリーグ！ピカチュウ対ルカリオ！！」 - A Unova League Evolution! | 10 gennaio 2013   | 16 maggio 2013    |
| 765                                                         | Continua la dura lotta tra Lucario, che ha appreso anche Forzasfera, e Snivy. Sconfiggendola, Lucario incassa la sua seconda vittoria di fila e sembra inarrestabile. Pikachu gli oppone resistenza, ma nonostante tenti in ogni modo di non perdere, alla fine cede e Cameron batte Ash accedendo alle semifinali. La prima semifinale è vinta da Dino, precedentemente semifinalista al Torneo del Club. Nella seconda Cameron poi perde da Virgil, il cui Flareon batte Lucario. Il Team Eeevee trionfa in finale contro il Druddigon di Dino e Virgil vince la Lega di Unima. Dopo la notte di festeggiamenti Ash guarda l’alba allo stadio ripensando alle lotte che l’hanno condotto al torneo; Iris e Spighetto lo raggiungono e lo esortano a ripartire. |                   |                   |
| Pocket Monsters: Best Wishes! Season 2: Episode N           | |                   |                   |
| 766                                                         | Luoghi nuovi... Vecchi amici! 「アララギ研究所！新たなる旅立ち！！」 - New Places... Familiar Faces! | 17 gennaio 2013   | 17 maggio 2013    |
| 766                                                         | Ash, Iris e Spighetto hanno deciso di ritornare a Soffiolieve dalla professoressa Aralia per raccontarle del loro viaggio. Al laboratorio, Ash ha dei dubbi sul suo futuro, ma Iris e Spighetto lo incoraggiano a continuare il viaggio insieme. Una paranoica aspirante allenatrice di nome Nanette giunge da Aralia per ottenere il suo primo Pokémon e la scelta della ragazza cade su Tepig. Ash e i suoi amici la aiutano a far pratica con una lotta multipla, durante la quale ricompaiono Jessie, James e Meowth, ritornati a Unima con il loro storico scopo: la cattura di Pikachu; il trio recita il suo motto originale e presenta i suoi nuovi Pokémon Frillish e Amoonguss. Una volta sconfitti, al laboratorio chiama Gasparago Aralia, che informa il gruppo della scoperta delle Rovine Bianche presso la Torre Dragospira di Mistralopoli, collegate al Pokémon Leggendario Reshiram. I ragazzi decidono di raggiungere il professore e si imbarcano per il porto di Alisopoli. Sulla nave viaggia anche un misterioso ragazzo. |                   |                   |
| 767                                                         | Il suo nome è N! 「トモダチ…その名はＮ！」 - The Name's N! | 24 gennaio 2013   | 17 giugno 2013    |
| 767                                                         | Durante la navigazione, Ash e i suoi amici notano su una scogliera il laboratorio P&P, ora abbandonato, nel quale l’enigmatico ragazzo si aggirava proprio prima di iniziare il suo viaggio. N (questo il suo nome) si presenta ai ragazzi affermando di sentire le voci interiori dei Pokémon ed è rimasto colpito dal legame tra Ash e Pikachu. Egli è molto interessato alle leggende che circondano Zekrom e Reshiram, con il quale condivide un oscuro passato che non vuole rivelare. Appreso che Ash vuole diventare Maestro Pokémon, N si allontana, non approvando le lotte. Durante un allenamento tra Ash e Iris, Pikachu viene rapito da Jessie e James, che però tornano a fallire. Pikachu, rimasto paralizzato dalle spore di Amoonguss, viene aiutato da N che chiama a sé degli Alomomola capaci di Ondasana. N lascia poi il gruppo scendendo allo scalo di Austropoli. |                   |                   |
| 768                                                         | C'è un nuovo capopalestra in città! 「新ジムリーダー！チェレン！」 - There's a New Gym Leader in Town! | 31 gennaio 2013   | 18 giugno 2013    |
| 768                                                         | Ash è sbarcato ad Alisopoli e si reca subito alla palestra della città, non senza qualche difficoltà visto che la struttura si trova all’interno di una nuova scuola per allenatori e non è ancora stata ufficialmente inaugurata. Il capopalestra designato, Komor, non è molto sicuro di sé e soffre di ansia da prestazione, volendo fare una bella figura davanti ai propri studenti. Risolto un incidente con i Pokémon della scuola, ha luogo una lotta d’esibizione tra Komor ed Ash, che utilizzano Herdier ed Oshawott, nella quale si impone il capopalestra che trova finalmente la sicurezza necessaria nel proprio lavoro. |                   |                   |
| 769                                                         | Il piano segreto del Team Plasma! 「アクロマVSハンサム！プラズマ団の陰謀！！」 - Team Plasma's Pokémon Power Plot! | 7 febbraio 2013   | 19 giugno 2013    |
| 769                                                         | Ash e i suoi amici continuano verso nord e raggiungono Venturia, colpita dai Pokémon della vicina montagna improvvisamente diventati aggressivi. Quando viene segnalata la presenza di persone sospette nei pressi dell’osservatorio montano, i ragazzi vi si recano per far luce sulla questione. Sul luogo ritrovano Bellocchio di nuovo sulle tracce del ricostituito Team Plasma, che sta lavorando con lo scienziato Acromio per potenziare artificialmente i Pokémon con il benestare di Ghecis. Gli allenatori colgono in flagrante i criminali, il cui meccanismo di controllo sui Pokémon viene hackerato da Jessie e James, che inducono quindi il Team Plasma alla ritirata, ma non prima che questo faccia saltare in aria l’osservatorio. |                   |                   |
| 770                                                         | La luce della fattoria di Venturia! 「霧のサンギ牧場！デンリュウのあかり！！」 - The Light of Floccesy Ranch! | 14 febbraio 2013  | 20 giugno 2013    |
| 770                                                         | Ash, Iris e Spighetto si imbattono in una ragazza, Ellie, nipote del proprietario della Fattoria di Venturia, che ha dei problemi con il proprio Ampharos, troppo timido e poco autorevole per tenere a bada il gregge di Mareep. In visita alla fattoria, Dragonite si improvvisa insegnante di Tuonopugno, con scarso successo. Il Team Rocket, aiutato dalla nebbia che si è alzata, ruba i Mareep attirandoli di nascosto nella boscaglia con dei raggi di elettricità. Il salvataggio dei Pokémon è occasione per Ampharos per dimostrare il suo valore: esso impara Tuonopugno e viene finalmente rispettato dai Mareep. |                   |                   |
| 771                                                         | Al salvataggio di Braviary! 「N再び！ウォーグル救出作戦！！」 - Saving Braviary | 21 febbraio 2013  | 21 giugno 2013    |
| 771                                                         | Nella notte N salva un Braviary trasportato da un convoglio del Team Plasma, ma nella fuga il Pokémon rimane ferito. I due fuggitivi vengono trovati nelle sterpaglie da Ash e i suoi amici e tutti insieme vanno a un Centro Pokémon. Schwarz e Weiss, i due scagnozzi del Team Plasma, hanno apposto una ricetrasmittente su Braviary, ma N se ne accorge in tempo e con l’aiuto del gruppo egli escogita un piano per scappare, condividendo con i ragazzi l’obiettivo di liberare tutti i Pokémon catturati dal team. Nel venire comunque scoperti, tra i due schieramenti nasce una lotta, dove N osserva con ammirazione l’affetto di Ash e Iris per i propri Pokémon. Liberato alla fine Braviary, Ash propone ad N di raggiungere insieme Libecciopoli, e il ragazzo accetta. |                   |                   |
| 772                                                         | La pattuglia portuale Pokémon! 「急げ！ポケモン湾岸救助隊！！」 - The Pokémon Harbor Patrol! | 28 febbraio 2013  | 24 giugno 2013    |
| 772                                                         | Il gruppo passa nuovamente da Zondopoli e fa la conoscenza di Halsey e della sua Pattuglia Portuale composta da Dewott, una coppia di Frillish e Watchog, che vorrebbe partecipare alle operazioni di salvataggio e non solo ricoprire il ruolo di sentinella. La pattuglia viene chiamata al Cantiere di Zondopoli per sedare un incendio. Il Team Rocket ne approfitta per tentare di rubare Pikachu e nella colluttazione l’Introforza di Woobat crea un cortocircuito che imprigiona Halsey nella centrale. Grazie alle abilità di Watchog, Halsey viene salvato e il Pokémon comprende il suo vero talento. N e Halsey fanno pace e il gruppo riparte. |                   |                   |
| 773                                                         | Un ritorno fuoco e fiamme! 「燃えよリザードン！VSカイリュー！」 - Fires of a Red-Hot Reunion! | 7 marzo 2013      | 25 giugno 2013    |
| 773                                                         | Alla Fiera di Kanto Ash vede un Charmander esibirsi sul palco e questo gli fa tornare alla mente il suo Charizard. Il ragazzo racconta agli amici tutte le avventure vissute col suo Pokémon e alla fine decide di introdurlo al gruppo. Richiamato dalla Valle dei Draghi, durante il momento delle presentazioni nasce subito un’accesa rivalità col Dragonite di Iris. Ash propone una lotta serale al campo del Centro Medico, al termine della quale entrambi i Pokémon comprendono la rispettiva forza. Ash decide di portare Charizard con sé durante il resto del viaggio a Unima. |                   |                   |
| 774                                                         | Che cosa nasconde il Team Plasma? 「プラズマ団の野望！操られたポケモンたち！！」 - Team Plasma's Pokémon Manipulation! | 14 marzo 2013     | 26 giugno 2013    |
| 774                                                         | Arrivati a Libecciopoli, Ash, Iris e Spighetto sono pronti a salutare N quando l’Agente Jenny informa i ragazzi di un Haxorus fuori controllo che sta creando scompiglio in città, il cui responsabile è ancora il Team Plasma, che sta ulteriormente sperimentando il suo meccanismo di controllo. N, nel tentativo di fermare la rabbia dei Pokémon, viene colpito dai loro attacchi, rimanendone gravemente ferito. La successiva intromissione del Team Rocket e la lotta che ne consegue sono causa del malfunzionamento del dispositivo, che libera i Pokémon. Dalla nebbia appaiono due sconosciute ragazze con Gothitelle e Gardevoir che portano con loro N e i ragazzi. Il Team Plasma è nel frattempo già alle Rovine Bianche e sta spiando il Professor Aralia. |                   |                   |
| 775                                                         | Segreti nella nebbia! 「Nの秘密…霧の彼方に！」 - Secrets From Out of the Fog! | 21 marzo 2013     | 27 giugno 2013    |
| 775                                                         | Le due donne, Antea e Concordia, amiche d’infanzia di N che disprezzano il rapporto tra persone e Pokémon, lo curano in una fonte presso il loro rifugio in una foresta, dove i tre usano accudire i Pokémon maltrattati. N racconta allora la sua storia: cresciuto da Ghecis con l’illusione di liberare i Pokémon dagli umani oppressivi grazie alla sua sensibilità, egli era invece solo uno strumento per l’evocazione di Reshiram, non andata a buon fine a causa dell’ira del Pokémon; rimasto solo e senza nessuno, decide di viaggiare insieme alle due amiche scoprendo insieme a loro che parte delle parole di Ghecis era vera. Il Team Plasma rintraccia gli allenatori, che riescono a scacciare i criminali e permettere a N, Antea e Concordia di fuggire. La nebbia creata da questi trasporta Ash e compagnia alla Torre Dragospira. |                   |                   |
| 776                                                         | Meowth, Acromio e la rivalità tra team! 「ロケット団VSプラズマ団！ニャースとアクロマ！！」 - Meowth, Colress and Team Rivalry! | 28 marzo 2013     | 28 giugno 2013    |
| 776                                                         | Il Team Rocket pianifica una strategia per rubare la tecnologia di Acromio: mentre Jessie e James fungono da esca per i seguaci del Team Plasma, Meowth persuade lo scienziato a passare dalla loro parte, a patto che esso accetti di fare da cavia per un esperimento. Nonostante la sua forza mentale, Meowth soccombe alla macchina e Acromio ammette che non ha mai avuto intenzione di unirsi al Team Rocket. Jessie e James riescono a far rinsavire Meowth grazie ad una tecnica di concentrazione e, una volta scappati, ascoltano di nascosto tramite una cimice che è stato individuato il Chiarolite alle Rovine Bianche. N ha nel frattempo scoperto gli esperimenti del Team Plasma per la creazione di un’armata di Genesect. |                   |                   |
| 777                                                         | Ash e N: due ideali a confronto! 「白の遺跡！サトシ対Ｎ！！」 - Ash and N: A Clash of Ideals! | 4 aprile 2013     | 2 settembre 2013  |
| 777                                                         | Giunti alle Rovine Bianche grazie ad un assistente di Aralia, Ash e i suoi amici trovano insieme al professore il Chiarolite, per poi essere subito raggiunti da N, che confisca l’oggetto perché tormentato dai dubbi sulla natura dei Pokémon e vuole conoscere la verità da Reshiram. Mentre Ash e N rimangono intrappolati nel sottosuolo a causa di un cedimento delle rovine e hanno l’ennesimo confronto sulla natura dei Pokémon, il Team Plasma assalta l’accampamento e, manipolando i Pokémon della troupe con la macchina di Acromio, inizia a devastare il sito. L’assistente di Aralia svela di essere nient’altro che Bellocchio sotto copertura e il Team Rocket osserva da lontano la scena con l’idea di agire in seguito. |                   |                   |
| 778                                                         | Il Team Plasma e la cerimonia del risveglio! 「プラスマ団襲撃！復活の儀式！！」 - Team Plasma and the Awakening Ceremony! | 11 aprile 2013    | 3 settembre 2013  |
| 778                                                         | Iris, Spighetto e Aralia rimangono prigionieri del Team Plasma venendo sconfitti dai loro Pokémon potenziati; nel mentre, Ash utilizza la sua squadra di Pokémon per trovare un’uscita dall’antro in cui sono prigionieri, e la scena muove N a realizzare che il rapporto tra uomini e Pokémon è possibile, pur non capendo bene come. Sbucando proprio nello spiazzo principale della battaglia, Pikachu diviene il bersaglio del raggio di Acromio, che viene spento solamente grazie all’intervento di N che offre il Chiarolite al Team Plasma in cambio della salvezza di Ash e Pikachu. Arriva sul posto Ghecis, che con il Chiarolite ora in pugno inizia la cerimonia del risveglio di Reshiram. |                   |                   |
| 779                                                         | Oltre la verità e gli ideali! 「レシラム対Ｎ！理想と真実の彼方へ！！」 - What Lies Beyond Truth and Ideals! | 18 aprile 2013    | 4 settembre 2013  |
| 779                                                         | Antea e Concordia giungono per salvare N, allo stesso tempo redarguendolo per le sue nuove idee troppo simili a quelle di Ash, ma non riescono nel loro intento poiché Ghecis evoca Reshiram e Acromio lo controlla con il dispositivo. Bellocchio ritrova Jessie, James e Meowth e il trio torna a collaborare con lui dai tempi di Sinnoh per la salvezza della regione, combattendo quindi contro il team rivale per proteggere Ash e i suoi amici. Pikachu, nonostante venga nuovamente colpito dal raggio manipolatore, riesce a vincerne l’influsso e a distruggere la macchina, liberando Reshiram e sconfiggendo il Team Plasma. N finalmente trova le risposte ai suoi tormenti e all’ira di Reshiram: la comprensione reciproca tra umani e Pokémon. Il Leggendario, ora placatosi, vola via e il gruppo dice addio a N. |                   |                   |
| Pocket Monsters: Best Wishes! Season 2: Decolora Adventure! | |                   |                   |
| 780                                                         | Addio, Unima! Si salpa verso nuove avventure! 「さらばイッシュ！新たなる船出！！」 - Farewell, Unova! Setting Sail for New Adventures! | 25 aprile 2013    | 5 settembre 2013  |
| 780                                                         | Tornato nuovamente a Soffiolieve al laboratorio della Professoressa Aralia, Ash decide di rincasare a Kanto; Iris e Spighetto lo vogliono seguire per ampliare le loro conoscenze e Aralia propone al gruppo una crociera tra le Isole Cristalline, arcipelago che collega le due regioni. Jessie, James e Meowth ricevono i complimenti da Giovanni per la loro vittoria sul Team Plasma e tornano anch’essi a dedicarsi a Pikachu a tempo pieno. Gli allenatori vengono condotti con l’inganno su una vecchia nave, dove, vestiti da personale di bordo, i tre criminali tentano di rinchiuderli e rubare i Pokémon. Oshawott, dimenticato per caso da Jessie, manda a monte i piani del trio, che salta per aria a causa di una falla creata dall’attacco Fossa di Excadrill. Di nuovo in possesso dei veri biglietti, Ash e i suoi amici salpano a bordo della Regine delle Isole e incontrano il Commissario di Bordo Porter. |                   |                   |
| 781                                                         | Un pericolo dolce come il miele! 「甘いハニーミツには危険がいっぱい！」 - Danger, Sweet as Honey! | 2 maggio 2013     | 6 settembre 2013  |
| 781                                                         | Il gruppo fa tappa alla prima delle Isole Cristalline, l’Isola del Miele, famosa per la produzione di dolci a base del delizioso miele dei Combee. Al porto Jessie e James si camuffano da rappresentanti di un’azienda del territorio e portano gli allenatori nei boschi dell’interno dell’isola per rapire Pikachu, ma il fracasso sveglia dei pericolosi di Beedrill che separano Axew, Oshawott, Pikachu e Meowth dagli altri. Il membro del Team Rocket ancora una volta si finge amico con il doppio fine di portarli da Jessie e James, che però vengono sconfitti. Tornata la normalità, Ash, Iris e Spighetto assaggiano i dessert presso il Centro Pokémon. |                   |                   |
| 782                                                         | Spighetto e il caso del Purrloin testimone! 「ソムリエ探偵デント！大海原の密室！！」 - Cilan and the Case of the Purrloin Witness! | 9 maggio 2013     | 9 settembre 2013  |
| 782                                                         | Porter propone ai ragazzi di partecipare al Torneo Coppa Marina, tenuto a bordo della nave, e presenta loro Ondina, una collezionista di gioielli. L’Axew di Iris viene sconfitto al primo turno dal Vanillite di un allenatore, Teaque, che raggiunge la finale dove affronta Ash. Nella lotta tra Galvantula e Pikachu, vinta da quest’ultimo, il loro fulmine causa un black out durante il quale viene trafugato l’Occhio di Liepard, pezzo forte della collezione. Spighetto arriva alla verità grazie al Purrloin della donna, testimone del furto: il Vanillite di Teaque si è introdotto in camera e coi suoi poteri ghiaccio ha preso la gemma. Il ladro viene arrestato da un agente dell’Interpol, Bonaccia. Prima apparizione di Eelektrik. |                   |                   |
| 783                                                         | L'incoronazione del re delle conchiglie! 「さらばミジュマル！？ホタチキングへの道」 - Crowning the Scalchop King! | 16 maggio 2013    | 10 settembre 2013 |
| 783                                                         | All’Isola delle Conchiglie sbarcano decine di allenatori coi loro Oshawott e Dewott per l’annuale Gara del Re delle Conchiglie. Anche Ash e Oshawott decidono di competere, ma subito trovano pane per i loro denti con Cadbury e il suo Dewott chiamato Cesare. I due Pokémon combattono soprattutto per l’amore della Regina, Osharina, e arrivano in finale dopo diverse prove. Il duello viene vinto da Oshawott, che dovrà restare sull’isola per un anno intero. Mentre Ash è pronto a liberare il suo Pokémon, Osharina sceglie invece Cesare, provocando la rottura della conchiglia di Oshawott per mal d’amore e quindi la sua squalifica. |                   |                   |
| 784                                                         | L'isola delle illusioni! 「幻影の島！霧の中のゾロアーク！！」 - The Island of Illusions! | 23 maggio 2013    | 11 settembre 2013 |
| 784                                                         | Giungendo all’Isola Spettriosa, Ash e i suoi amici avvistano un Pokémon gigante nella nebbia e sono indirizzati da un abitante del luogo verso un isolotto disabitato poco distante. Giunti lì trovano un Centro Medico in rovina nel mezzo della vegetazione gestito da un’Infermiera Joy parecchio bizzarra, dove molti Pokémon selvatici cercano cure. Una matura Infermiera Joy è nel frattempo arrivata per sequestrare la struttura, ma scopre con commozione che l’altra Joy è in realtà il suo vecchio amico Zorua evolutosi in Zoroark; la donna era infatti la responsabile del Centro dieci anni prima ma fu costretta a lasciarlo per mancanza di allenatori. Compresa la sua importanza, decide di riaprirlo e rimanere sull’isola. |                   |                   |
| 785                                                         | Come catturare un Rotom! 「ロトムVSオーキド博士！」 - To Catch a Rotom! | 30 maggio 2013    | 12 settembre 2013 |
| 785                                                         | Ash ha finalmente in programma di rivedere il Professor Oak sull’Isola di Torom, nota per la presenza di Rotom che si sfamano con la gustosa elettricità del posto. Il professore vuole catturarne un esemplare per condurre delle ricerche sulle sue forme e il gruppo si reca ad un campo da giochi per Rotom dove gli abitanti hanno lasciato degli elettrodomestici per questi Pokémon. Un Rotom che il Team Rocket tenta di rapire senza successo decide di seguire Oak a Kanto salutando i suoi amici dopo che il professore ne cura le ferite. |                   |                   |
| 786                                                         | I pirati delle Isole Cristalline! 「デコロラ諸島の海賊王！」 - The Pirates of Decolore! | 6 giugno 2013     | 13 settembre 2013 |
| 786                                                         | Una banda di Pokémon pirati composta da Croconaw, Octillery, Azumarill e Ducklett sottrae alla nave alcune provviste, ma Charizard, seguendoli, ne scopre il nascondiglio. Alla centrale di polizia dell’isola più vicina l’Agente Jenny spiega al gruppo che quei Pokémon sono ben noti tra le isole circostanti, ma difficili da arrestare. Quando Ash e compagnia arrivano alla loro base, i Pokémon spiegano per bocca di Meowth di essere costretti a rubare perché abbandonati dai rispettivi allenatori. Snivy sfida la banda ad una lotta doppia pretendendo la cessazione dei furti in caso di vittoria. Snivy e Pignite battono Croconaw e Azumarill, che insieme a Octillery e Ducklett vengono assunti con gioia dall’Agente Jenny come guardia costiera dopo aver salvato dei Darumaka in pericolo. |                   |                   |
| 787                                                         | Io e Butterfree! 「サトシとバタフリー！また会う日まで！！」 - Butterfree and Me! | 13 giugno 2013    | 16 settembre 2013 |
| 787                                                         | Presso l’Isola dei Viaggiatori, che prende il nome dall’essere luogo di ristoro per Pokémon migratori, Ash, Iris e Spighetto incontrano un affabile Caterpie che prende la vita con calma e ha difficoltà ad evolversi come i suoi simili. Ash, memore delle avventure passate col suo Butterfree, vuole aiutare il Pokémon a raggiungere gli altri e con esso i ragazzi passano cinque giorni sull’isola, giocando e supportandolo, durante i quali si evolve prima in Metapod e poi Butterfree. Ash dice addio al Pokémon. |                   |                   |
| 788                                                         | Ognuno per la sua strada! 「サトシとアイリスが絶交！？別れの１本道！！」 - The Path That Leads to Goodbye! | 20 giugno 2013    | 17 settembre 2013 |
| 788                                                         | Giunti sull’Isola Extensa, la più grande dell’arcipelago, Porter consiglia ai ragazzi si attraversarla e imbarcarsi al porto dall’altra parte dell’isola. Durante il tragitto, una mancata cattura di un Dunsparce da parte di Ash si tramuta in un litigio con Iris che pare portare alla rottura del gruppo, ma Spighetto e i loro Pokémon, sapendo che c’è un’unica strada che attraversa l’isola, confidano che presto si riconcilieranno. Il giorno dopo, l’ennesimo piano del Team Rocket sarà occasione per i due di collaborare e fare pace. |                   |                   |
| 789                                                         | Rincorrendo un desiderio! 「ジラーチに願いを！七日間の奇跡!!」 - Searching for a Wish! | 27 giugno 2013    | 18 settembre 2013 |
| 789                                                         | Di passaggio presso un lago in secca al centro dell’isola, nella notte Spighetto assiste al risveglio di Jirachi, prima dormiente sotto forma di cristallo del Tempio del Lago. Il giorno dopo, gli allenatori incontrano una ragazza, Gemma, che vuole chiedere al Pokémon di esaudire il suo desiderio di far tornare la valle fertile come un tempo. Sua madre Lotus spiega ad Ash e ai suoi amici come in realtà la figlia desideri ciò per richiamare a sé il padre, Carlton, via da anni per cercare un rimedio alla siccità. Al settimo giorno di ricerche Jirachi accetta la richiesta di Gemma, ma per difendere il gruppo dal Team Rocket esso utilizza Curardore. Portato esausto al Tempio della Montagna su indicazione di Carlton nel frattempo ritornato, il Pokémon, ristabilitosi, esaudisce il desiderio, per poi tornare nel suo sonno millenario nel Tempio del Lago. |                   |                   |
| 790                                                         | Un UFO sull'Isola Extensa! 「光る円盤！オーベムたちの街！！」 - Capacia Island UFO! | 4 luglio 2013     | 19 settembre 2013 |
| 790                                                         | Raggiunto una sera il secondo porto dell’isola, Ash, i suoi amici e il Team Rocket assistono allo schianto di un UFO, al quale fa seguito la sparizione di Meowth. La mattina seguente, la cittadinanza (inclusi Iris e Spighetto) ha assunto inquietanti fattezze da Beheeyem tranne Ash, Pikachu, Jessie e James, che si alleano momentaneamente per sfuggire alla folla ipnotizzata. Grazie all’aiuto di Meowth, che era stato rapito dai Pokémon alieni, il gruppo si infiltra nel disco volante. I Beheeyem hanno plagiato i cittadini perché ritrovassero per loro il componente energetico del disco simile ad un Monetamuleto (che James ha trovato la notte dello schianto), ma hanno fallito su loro cinque perché, dicono, “gli idioti sono difficili da ipnotizzare”. Il Team Rocket tradisce ancora una volta, ma Ash recupera il medaglione e lo consegna ai Pokémon, che riprendono la via dello spazio. Gli abitanti tornano alla normalità affetti da un’amnesia. |                   |                   |
| 791                                                         | La giornalista di un'altra regione! 「パンジー登場！エリキテルとゴーゴート！！」 - The Journalist from Another Region! | 18 luglio 2013    | 20 settembre 2013 |
| 791                                                         | All’Isola del Raccolto, famosa per la fertilità della terra che permette la crescita di molte bacche, Ash, Iris e Spighetto sono sulla via del Festival del Raccolto, che celebra la leggenda secondo cui l’isola tornò florida dopo un periodo di fame dovuto alla cupidigia degli abitanti, quando si imbattono in un Pokémon che il Pokedex non sa riconoscere. È un Helioptile che appartiene ad Alexia, giornalista Pokémon proveniente da una regione chiamata Kalos; la donna ha con sé anche un altro Pokémon di Kalos: Gogoat. I ragazzi vengono da lei accompagnati mentre partecipano alla Gara di Sumo dei Pokémon, che simboleggia la lotta finale della leggenda tra Ursaring e Beartic. Ash batte Rodney in finale e vince la sua seconda Bandana (la prima la ottenne a Sinnoh). Alexia si unisce al gruppo perché anch’ella si dirige a Kanto. |                   |                   |
| 792                                                         | Il mistero dell'isola abbandonata! 「お宝の謎！無人島アドベンチャー！！」 - Mystery on a Deserted Island! | 25 luglio 2013    | 2 dicembre 2013   |
| 792                                                         | Approcciandosi all’Isola delle Fronde, Alexia racconta agli allenatori come sia veunta in possesso della mappa di un tesoro, che sarebbe su un’isola lì vicino, un tempo appartenente ad un famoso pirata. Il gruppo si inoltra nell’isola ma viene a più riprese attaccato da specie di Pokémon che, guarda caso, sono le stesse appartenenti al vecchio pirata. Dopo una serie di rompicapi e indovinelli, i ragazzi trovano finalmente il tesoro, cioè un set di pietre evolutive, con cui i Pokémon dell’isola di evolvono. Comprendendo l’importanza del tesoro, il gruppo se ne va giurando di non farne più parola per lasciare i Pokémon in pace. |                   |                   |
| 793                                                         | Un Pokémon di colore diverso! 「イブキとアイリス！色ちがいクリムガン！！」 - A Pokémon of a Different Color! | 1º agosto 2013    | 3 dicembre 2013   |
| 793                                                         | Quando Ash fa tappa all’Isola della Grotta rivede una vecchia conoscenza: la capopalestra di Ebanopoli Sandra, sull’Isola per catturare un Druddigon shiny. Il gruppo visita quindi la gigantesca grotta che dà il nome all’isola, ma il Team Rocket, che ha anch’esso messo gli occhi sul drago, ha piazzato un trasmettitore le cui frequenze insopportabili per i Pokémon lo fanno uscire allo scoperto. Druddiggon, attaccato, va su tutte le furie e solo Sandra riesce a calmarlo. Iris rivede nelle prodezze della donna ciò che da piccola le fece amare il tipo Drago, quando curò anche lei un Druddigon. Il Pokémon shiny decide di farsi catturare da Sandra. |                   |                   |
| 794                                                         | La cometa dell'eroe! 「オンバーン登場！彗星と勇者の伝説！！」 - Celebrating the Hero's Comet! | 15 agosto 2013    | 4 dicembre 2013   |
| 794                                                         | Sta per verificarsi il passaggio della Cometa di Alessandro, un decennale fenomeno astronomico che ebbe origine proprio sull'isola che il gruppo sta visitando. Alexia racconta la storia dell’eroe Alessandro, che arrivò sull’isola e placò i Pokémon Spettro, che stavano attaccando la popolazione, alzando la mano al cielo e chiamando a sé la cometa. Venne costruita una statua e un’arena in suo onore. Mentre Ash e i suoi amici visitano le rovine, Jessie, James e Meowth travestiti da Pokémon Spettro adirano i veri Pokémon, facendo cadere la statua, ma vengono sconfitti sia dal Noivern di Alexia, anch’esso un Pokémon di Kalos, che dagli spettri, amici dell’eroe e alleati degli allenatori. |                   |                   |
| 795                                                         | Avanti tutta Gogoat! 「ゴーゴーゴーゴート!」 - Go, Go Gogoat! | 22 agosto 2013    | 5 dicembre 2013   |
| 795                                                         | Mentre Alexia sta svolgendo un servizio, Ash e i suoi amici tengono d’occhio Gogoat, che in un momento di distrazione dei ragazzi viene avvicinato da un bambino, Tony, che toccando le sue corna esprime il desiderio di raggiungere il padre all’osservatorio dell’isola. Sia la madre del bambino che il gruppo denunciano le scomparse dei rispettivi affetti per poi giungere alla conclusione che sono correlati. Alexia racconta ad Ash la storia di come ha conosciuto Gogoat e nel mentre i due raggiungono Tony, che viene condotto al padre con successo. |                   |                   |
| 796                                                         | Emolga si unisce al Team Rocket! 「エモンガ、ロケット団に入る！」 - Team Rocket's Shocking Recruit! | 5 settembre 2013  | 5 dicembre 2013   |
| 796                                                         | Accampati su un’altra isola, il gruppo sta campeggiando in pace quando Emolga viene incolpata da Iris per una serie di incidenti ad essa non ascrivibili. Arrabbiata, Emolga scappa e si imbatte in Jessie, James e Meowth, che le propongono di unirsi a loro. Il Pokémon accetta e la sua apparizione nel motto del Team Rocket fa esplodere la rivalità con Snivy in un feroce litigio che persino Meowth si rifiuta di tradurre. Emolga confessa però che in realtà la sua è solo una finta: vuole solamente pavoneggiarsi di fronte ad Iris sconfiggendo il trio. Dopo un piano andato in fumo con protagonista un irritato Exploud, Iris comprende il suo errore. |                   |                   |
| 797                                                         | La palestra di Levantopoli è in pericolo! 「デントＶＳ氷の挑戦者！サンヨウジムの危機！！」 - Survival of the Striaton Gym! | 12 settembre 2013 | 6 dicembre 2013   |
| 797                                                         | L’ultima delle Isole Cristalline che Ash e i suoi amici visitano è l’Isola del Paladino, ai piedi del cui faro si tenne una storica lotta tra il più forte allenatore di Unima e la sua controparte di Sinnoh. Chicco e Maisello giungono anch’essi sull’isola per avvisare Spighetto che una temibile allenatrice di tipo Ghiaccio proveniente da Sinnoh, Frida, ha intenzione di sfidarlo per ottenere la palestra di Lavantopoli. La ragazza ha infatti già sfidato gli altri due fratelli, che però hanno perso. Presso il faro, in una riproposta dell’epica lotta del passato, Pansage duella contro l’Abomasnow di Frida e, nonostante lo stato di congelamento provocatogli dall’avversario, scaglia un Solarraggio-Roccitomba vincente. Spighetto saluta i fratelli e il gruppo salpa per Aranciopoli. |                   |                   |
| 798                                                         | Alla prossima cari amici! 「ベストウイッシュ！また会う日まで！！」 - Best Wishes Until We Meet Again! | 19 settembre 2013 | 9 dicembre 2013   |
| 798                                                         | Quando la Regina delle Isole sta per approcciarsi ad Aranciopoli il Team Rocket architetta un nuovo piano per sottrarre i Pokémon ai passeggeri; il piano sembra finalmente funzionare, ma alla fine, come al solito, il trio fallisce. Alexia rivela il perché del suo viaggio a Kanto: un’intervista al Professor Oak; la donna quindi si recherà con Ash a Pallet. Sbarcati ad Aranciopoli, Iris annuncia di aver cambiato programma e di volersi dirigere ad Ebanopoli, Johto, per sfidare Sandra, mentre Spighetto non vuole perdersi la Gara di Pesca dell’Amo Vecchio indetta anch’essa a Johto dal Signor Marino di Bluruvia. Ash e Alexia li accompagnano alla stazione dove i due prendono un treno per Zafferanopoli e i ragazzi si separano salutandosi. |                   |                   |
| 799                                                         | Il sogno continua! 「オレの夢、ポケモンマスター！！」 - The Dream Continues! | 26 settembre 2013 | 10 dicembre 2013  |
| 799                                                         | Ash e Alexia raggiungono Pallet e fanno visita al laboratorio del Professor Oak, dove il ragazzo rivede i suoi Pokémon. Ash pensa a tutti i suoi amici e ai sogni che stanno inseguendo impegnandosi nei rispettivi percorsi e capisce che anch’egli non può fermarsi; chiede allora ad Alexia di parlargli di Kalos, ottenendo conferma dell’esistenza nella regione di palestre e di una Lega, nonché di Pokémon che non ha mai visto. Nel frattempo il Team Rocket, dopo un ennesimo fallimento, a rapporto da Giovanni al quartier generale, consegna al capo tutti i propri Pokémon in mancanza di altri risultati, ma Jessie ritrova fortuitamente Wobbuffet. A cena tutti insieme a casa di Ash, egli apprende che la sorella di Alexia è nientemeno che una capopalestra di Kalos e il ragazzo potrebbe iniziare proprio da lei. Il Team Rocket, come al solito, origlia la prossima meta di Ash e per anticiparlo si reca subito nella nuova regione. Delia prepara al figlio i nuovi vestiti per Kalos e la mattina dopo Alexia ed Ash (che parte con solo Pikachu) prendono un aereo al locale aeroporto e volano verso la nuova destinazione. |                   |                   |